# あずみ
『あずみ』は、小山ゆうによる日本の漫画。長編のアクション時代劇として高い評価を受け、映画や舞台化もされている。

## 概要
『ビッグコミックスペリオール』（小学館）にて1994年から2008年にかけて連載され、「第1部・完」となった。単行本は全48巻（小学館ビッグコミックス）。引き続いて、幕末を舞台にした続編『AZUMI』が同誌にて2014年まで連載された。
江戸幕府初期、泰平の世を作り上げるため、内乱の芽を摘む暗殺集団の一人として「爺」（小幡月斎）に育てられた少女・あずみの戦いと苦悩を描く。戦国から泰平の世へと移りゆく中で必要とされなくなった武人たちの不満にスポットが当てられており、過渡期ゆえの社会不安が物語のベースとなっている。
作者の小山によれば続編『AZUMI』で舞台を幕末に移したのは、この時代の有名人をあずみが殺し尽くしてしまったことが理由の一つで、一方幕末にはあずみの標的になりそうなのがウジャウジャいるのでそっちに移したという。また「第1部・完」と未完で終わらせた件について後年『漫道コバヤシ』に客演した説明では、これ以上連載を続けても「今後の大きな舞台は島原の乱ぐらいしかなく、それでは年齢が30歳を越えてしまい新鮮さに欠けてしまう」こと。あずみの結末を想像した場合「大量殺戮してきたあずみが、平穏な幸福で終わる結末は考えられない。だとしたら、いずれは幕府に殺処分される絶望的な未来しかない」ため、そこまで描くのは読者も望まないだろうと考え、あえて中途で終わらせたと答えている。
1997年度第1回文化庁メディア芸術祭マンガ部門優秀賞受賞のほか、1998年には第43回（平成9年度）小学館漫画賞青年一般部門を受賞した。
上戸彩の主演で映画化（2003年、2005年）、黒木メイサの主演で舞台化（2005年初演）された。2015年には続編『AZUMI』が『AZUMI 幕末編』として舞台化された。

## 登場人物

### 主人公
あずみ
本作品の主人公。凄腕の美少女刺客。幼いころに小幡月斎により拾われ刺客としての純粋培養で鍛え上げられて育てられ、常人を遥かに超える俊敏さと武術の腕を持つ作中で最強の存在である。月斎が凄腕刺客として育てた10人の子供らのうちの一人だが、彼女はその中でも傑出した実力を持ち、唯一の生き残りである。周りが男の子ばかりの環境で育ったので一人称は「俺」である。
【容姿】
稀有な美少女であり、作中の多くの男性たちからその美しさを指摘されている。普段の髪型はポニーテール。父親が異人というハーフであるため、瞳は青みが掛かっており、頭髪は茶色っぽく、肌の色も透き通るように白い。
腕と脚が丸出しの紫のノースリーブの着物を着ており、後に月斎との旅路で南蛮織のマントを買い与えられて以後はその上にそれを羽織るようになり、トレードマークになる。途中からは脚絆を着けて腿だけが露出するスタイルとなる。
【武器】
武器は双頭刃の刀を主に使用しているが、敵の刀を奪って使用する時も多い。補助的に腰に取り付けた4本の手裏剣を使用する。鉤縄も保持しているが、彼女は高い跳躍力で身一つで簡単に木の上など高いところへ登っていくことができるので使用している描写はそれほど多くない。
【戦闘能力】
作中無類の強さを誇り、彼女に勝利できた者はいない。宮本武蔵との果たし合いのみ途中で兵助が割って入って勝敗が明確にならない形で終わったが（ただ、あずみは無傷で、武蔵は左手と左肩を斬られて負傷していた。しかし、あずみは兵助が止めに入らなければ自分は武蔵に切られていたと心中で語っている）、他は全ての戦いに勝利している。一対多勢の時も多いが、どの戦いでもかすり傷一つ負わず敵を全滅させている。作中では特に柳生剣士26人斬りと毘沙門天一味5，60人斬りのことが彼女の強さの語り種になっている。
手裏剣は投げ付けられても素手で簡単にキャッチでき、背中に投げつけられても刀で弾いており、彼女にとってはまるで脅威にならない。鉄砲も素早く動き回ってまず当たらず、鉄砲隊を発見すると真っ先に始末に向かう。彼女の足は非常に速いので2発目を撃つ時間的余裕はなく、初弾を外した段階で鉄砲隊は彼女に皆殺しにされることが多い（踏み込んできて手当たり次第に喉笛や後ろ首を刺しまくる）。
跳躍力も常人離れしており、簡単に人間を飛び越えることができるため、敵を頭上から斬り付けたり、斬りたくない相手を飛び越えて回避したり、逃げようとした標的の前に飛び降りたりしている。
山奥で育った彼女は視力や聴力はもちろん、鳥や獣の動き、虫の音など僅かな変化を敏感に感じ取り、人の気配を察知する能力が常人よりはるかに優れていると作中で解説されている。
最終話までずっと処女であり、色仕掛けで敵を倒すことはなく、男も太刀打ちできない卓絶した武術だけで敵を倒していく。美少女なので強姦しようとする男たちも数多く現れたが、強すぎて犯せた男はいない。あずみ当人も月斎の教えに疑問を感じることは増えても、圧倒的な武術の腕を身に着けさせてもらったおかげで男たちに陵辱されずに済んだことは最終盤まで感謝していた。
【性格】
刺客でありながらピュアな心を持つ。初期には月斎の洗脳下に近い状態にもあったが、様々な体験を経て月斎の言っていることに疑問や反発を感じるようになり、次第に自我を形成し、成長後は井上勘兵衛から「心に菩薩を抱いている」と表現されるほど慈愛に溢れた心優しい聖女のような性格になる。
親しい者や情を移した者が苦しんでいるのを放っておけない質で、柳生などあずみの命を狙う者たちからは人質作戦といった形でその性格を利用される。また親しい者が惨たらしく殺されると怒りを制御できなくなり、殺した集団を皆殺しにしてしまうことがしばしばある。
非常に誇り高い少女で、雪国編ではサディストの静音と忠音の罠にかかって捕らわれの身となり散々に「調教」されたが、どれほど衰弱しようと家畜として餌を食うことは拒否し続けた。家畜化したフリをして油断を誘う手もあったが、そんな真似をするぐらいなら衰弱死する覚悟を決めていた（結局がっちに救出されて助かる）。兵助から使命をやめて自分の専業主婦になることを求められた時も何もせず兵助の厄介になることなどできないと断っている。また身分も身寄りもない女は女郎になるしかないが、女郎は誇りを捨てねばならないとしてなりたがっていない。そのため人殺しが好きなわけではないが使命を続けるしかないようである。
誇り高いが高慢さはなく、人当たりがいい。ただ、自分の強さには絶対の自信があり、いたずらに自慢はしないが、自分を狙う刺客や強姦しようと迫る男たちに対しては自分には絶対勝てないので彼らが斬られて死ぬことを前提とした自信満々の警告を発することが多い。
子供の面倒見が良く、使命や道中で知り合った子供たちとは大抵すぐ仲良くなっているが、子供が自分に巻き込まれて殺されるのを恐れ長く一緒にはいない。また全編を通して子供を斬ったことはなく、弦太を刺客として送ってきた騙し討ちの一族の頭からも「あずみは子供は殺せんと見た」と分析されている。月斎の洗脳下にあった連載初期の段階でも下谷の村虐殺において赤ん坊を殺すことは躊躇っている（代わりにうきはが赤ん坊を殺害し、他の村の子供たちもひゅうがなどが虐殺したので、彼女は大の男以外は手にかけずに済んだ）。なお女性を殺す描写もほとんど見られないが、西国編では紫苑を斬っているので、こちらは特に禁忌にしているわけではないようである。
【好きな男性のタイプ】
闇の世界でしか生きられない彼女は夢を持つことができないため、夢や理想を持つ男性に惹かれ、陽のあたる存在である彼らを影から守りたがる。本作品では理想や夢を語ることが多い俊次郎、兵助、武信などに惹かれていた（ただし、いずれとも性交する関係には至っておらず、処女のままだった）。この傾向は続編『AZUMI』のあずみにも引き継がれており、同作品では新時代への夢を語る坂本竜馬に惹かれ、また双子の俊介も恋愛対象ではないが似たような存在になっていた。
【趣味】
自分の指の上で独楽回しするのが趣味で暇つぶしや憂鬱な気分を紛らわせるためによくやっている描写がある。狙った場所に正確に独楽を投げて回すことができ、刀の刃先の上で独楽を回す芸当も可能で曲芸師に成りすますときにはその芸をよく披露している。本人によれば独楽は自作で年季が入っているらしい。
【その他】
江戸時代初期の有名人の多くを彼女が手にかけた。月斎のもとでの「枝打ち」の使命で浅野長政や加藤清正を暗殺し、親しくなった豊臣秀頼の望みで彼の自害の介錯を行い、月斎が殺された後は井上勘兵衛や秀頼の無念を晴らすため徳川家康を暗殺し、その後天海のもとでの使命の中で伊達政宗の自害の介錯をしている。
あずみの名前は月斎が信濃の安曇野から付けたものだが、月斎はあずみをどこで拾ったか覚えておらず故郷かどうかは不明。終盤に天海のもとを離れた後、自分の故郷探しの旅に出て安曇野の異人の隠れ里を訪れたが、そこが故郷であるという情報を得ることはできなかった。しかしそこの異人たちと親しくなり、あずみ当人はそこが自分の故郷だと思うことに決めた。
続編『AZUMI』の主人公あずみとの関係は不明だが、本作品であずみが訪れた安曇野の異人の隠れ里が続編のあずみの故郷であると設定されている。本作品と続編のあずみでは、前髪に違いがあり、武器や衣装も一新された。

### 主要人物
小幡 月斎（おばた げっさい）
あずみをはじめとする10人の子供を幼少より刺客として育てあげた剣の達人。戦によって掛け替えのない仲間たちを亡くした経験を持つ。深く尊敬している天海の命を受け、天下平定のための「枝打ち」をする刺客にするため、あずみたちを拾って育てた。あずみは初期のころは彼の洗脳下にあったが、やがて彼が言ってることへの疑問や反発を強めていき、自我を形成していく。天海からの使命はほとんど果たしたと言っても過言ではないが、使命の中であずみ以外の子供たちは全滅。さらに柳生宗矩の陰謀によって駿府城で捕らえられる。あずみによって救出されたが、彼女とともに追われる身となる。あずみと2人でどこかにひっそりと隠れ住むことを考えるようになったが、その矢先に宗矩率いる柳生剣客集団に橋の上で包囲される。あずみに対して「お前は、どこまでも生き抜くのだ!!」と川に放り出し逃がした後、大勢の柳生剣客を相手に奮戦するも最期は宗矩らによって惨殺された。
飛猿（とびざる）
井上勘兵衛に仕えていた忍者。赤鼻、繋がり眉毛、丸い目、剃り込みと横に跳ねた髪が特徴。あずみに関わった登場人物は敵味方かかわらずほとんど死んでしまう本作品では珍しく、物語初期から最終盤まで登場し続けながら死ぬことがなかった稀有な人物。
卓越した忍び技を持ち、あずみには及ばないものの剣や武術の腕も高いので幾多の修羅場をくぐり抜けている。また鼻がとても利く（血の臭いも嗅ぎ分けられる）。
初期にはあずみが勘兵衛の主である加藤清正を狙っていたので彼女と敵対関係だったが、月斎が死んだ後あずみは勘兵衛と行動を共にするようになったので親しくなっていく。
徳川家康暗殺を狙っての偵察中、徳川家の忍たちに捕まるも、あずみが忍たちを全員斬り捨ててくれたおかげで命が助かっている。その時に彼女の速すぎて刀に血もつかないほどのスピードを目撃し、彼女のことを「恐ろしいほどに強い」と認識を改めた（それ以前は一対一なら負けないと思っていた）。あずみが家康を暗殺する際には松井凛太郎と貢喬助の足止めするサポート役に回った。
父のように慕っていた勘兵衛が死んだ後は暫く無気力だったが、天海に出会い、天海のために働こうと決意を新たにし、同じく天海の刺客となったあずみと使命を共にするようになる。やがてあずみが最も気を許す仲間の一人となっていった。天海配下の刺客たちの中ではあずみに次いで強く、仲間を失うことを恐れるあずみも彼とは安心して使命の分担ができたが、あずみほど絶対的な強さではないので羅刹鴉や安部蔵人などの強者には敗れて負傷させられている。その治療のため使命から外れた時期もあった。あずみを見守り続けたがっており、彼女が天海のもとを離れた後も彼女と一緒に行動しようとした。
あずみからは友情や信頼は深く寄せられているが、恋愛対象とは見做されていないようで、飛猿もあずみから相手にされないことをわかったうえで陰から彼女を見守り続けているという。
千代蔵（ちよぞう）
お鏡の弟。「庭内」を取り仕切る番人的な存在。大柄だが、耳がまったく聞こえず、まともな言葉もしゃべれず、顔が歪んでいる（何らかの発達障害を抱えていると思われる）。あずみの強さには及ばないものの、作中でも非常に強い人物である。あずみによれば千代蔵は彼女のように自分の身体を素早く動かせるわけではないが、腕力で長刀を振り回す速度が速いのが強さの原因であるという。
彼には姉のお鏡が世界の全てであり、お鏡の命令であれば何でも言うことを聞くため、お鏡は千代蔵の武力を元に力をつけ庭内を統括していた。身体は大きいが知能と性格は幼児と変わらず、感情に任せ滅茶苦茶な行動をとってしまうことも多い。お鏡の死後はあずみがお鏡の代わりとなって引き取り、ともに天海の密命を果たしていくことになった。その類い稀な剣の腕により数々の死線を越えあずみの頼れるパートナーとなっていった。あずみは仲間が死ぬことを恐れて仲間に戦いを任せたがらない質だが、千代蔵の腕は信頼して色々任せている。
幕間のある道中で柳生宗矩が放った刺客団に襲撃された際、刀を持っていなかったあずみに自らの長刀を投げ与えて無防備となり、あずみはすぐに刺客団を全員斬り伏せたものの、その間に刺客たちに腹や頭部を斬られて致命傷を負い、あずみに抱かれながら絶命した。彼の死がきっかけとなり、あずみは天海のもとを離れて一人旅に出ることになった。
やえ
弟の太助とともに横暴な親方のもとで曲芸師として生活していた。控えめで優しい性格をしている。佐敷三兄弟に親方と弟の太助を殺された後輪姦された。その後駆けつけたあずみたちに保護され、あずみ、ひゅうが、月斎と共に旅をすることになる。ひゅうがに想いを寄せられているが、やえは気づいていない。
後にあずみらと別れて母親の住む丹後に向かう。あずみは井上勘兵衛が死んだ後は、残された最後の知古であるやえに会うことだけを生きがいに丹後への旅を始める。
やえは結局丹後まで行かず、京で女郎になっており、そこであずみと再会。当初2人は再会を喜びあっていたが、あずみを追って京へ来ていた倉石左近と女郎屋で知り合い彼に好意を寄せるようになり、左近があずみに想いを寄せていることを知ったのをきっかけにあずみを強く拒絶するようになり2人の関係に亀裂が入る。
あずみと彼女の命を狙う幕府旗本たちの戦いに巻き込まれ、旗本たちにあずみを誘き出すための人質に取られた。あずみは救出に駆けつけたが、あずみの負担になるまいと自ら舌を噛む。死んだかと思われたが、すぐにあずみと左近が旗本たちを斬り捨てて解放され、舌を噛み切るには至ってなかったので一命を取り留めた。その後あずみと和解し、左近からも傷つけたお詫びとして女郎屋に払った借金の肩代わりの証文を贈られた。左近の想いがあずみにあっても構わないので左近と一緒に暮らしたいと望んだが、左近はやえの制止を振り切ってあずみとの果たし合いに臨み命を落とした。
きく
柳生が放った、親しくなってから騙し討つという暗殺一族の一人。男の体と女の心を持つ。得意技はすり。当初はあずみを騙し討ちにするつもりで彼女の旅に同行していたが、一緒に旅を続けるうちに、あずみの優しさがきくを変えていった。あずみと旅を続けたいという思いと、あずみを殺すよう迫るお頭との間で苦悩し、ついにお頭を殺害して一族から逃亡。以降お頭の悪夢を見てうなされるようになる。
「あずみとずっと一緒にいたい」という思いはかなわず、毘沙門天一味の人質となり、青龍らによって散々な暴行を加えられて非業の死を遂げる。その悲惨な遺体を見て怒りに燃えたあずみは毘沙門天一味の本拠に斬り込んで毘沙門天ら5，60人の男たちを皆殺しにした。勘兵衛があずみに人の道を教えたとすれば、きくはあずみに友情を教えた人物であり、あずみの人間形成に大きな影響があった人物だった。
南光坊天海（なんこうぼうてんかい）
徳川家康のブレーン。川越・喜多院の住職。また、天台宗の大僧正でもある。家康に「お坊を知るのがあまりにも遅すぎた…」と評されたという。素性は謎に包まれ、生年はハッキリとしない。
関ヶ原の戦いの後、これ以上の大戦を阻止するために月斎に不穏勢力の除去（枝打ち）を行う刺客集団の育成を要請し、そのために月斎はあずみたちを拾って育てた。月斎は天海から枝打ちの指令を受けてあずみたちを使ってそれを行っていく。
月斎の死後、柳生に追われながら放浪生活を送る身になっていたあずみと京都で逢い、彼女を庇護した。以降あずみは終盤に千代蔵の死がきっかけで離れるまで天海個人の刺客として活動することになる。
その直前に勘兵衛の配下であった甲賀忍者の飛猿とも逢い、彼も刺客として召抱えた。飛猿は勘兵衛の死後無気力になっていたが、天海のことを「徳川や豊臣といったものを超越した、はるかに高いところから天下のことを考えている」と評価し、彼のために働くことを決めた。
将軍秀忠やその側近の柳生宗矩からは疎まれる存在で、天海の抱える刺客たち（あずみや飛猿ら）や僧兵団は、各地で柳生剣客団と死闘を繰り広げることになる。
井上 勘兵衛（いのうえ かんべえ）
加藤清正の側近。幼いころに両親と姉を徳川家康に惨殺され、その復讐に生涯を捧げる。あずみによって主君の清正を討たれ、旗頭と仰いだ豊臣秀頼も失ってしまう。大坂城落城の際には、徳川本陣に単独で斬り込み、家康に届くところまで単身で突進をしたが、相手方の体当たりにより、灯りの火に突っ込み、身体に火が燃え移ってしまう。半身を炎に巻かれながら射た矢は家康に届くことは無かった。あずみによってその場を助け出され火傷の治療を受けることになる。月斎の教えに迷いが出ていたあずみに「世のためではなく自分の意志で守るべき存在のために戦え」と人の生きる道を教えた。
その後は勘助という偽名を名乗って駿府の小野忠明のもとで下働きとして働き、家康を討つ機会を狙っていた。月斎が死んで当てのない身となったあずみは、生き方を教えてくれた勘兵衛に会おうと彼がいる駿府へやって来て彼と行動を共にするようになる。
家康の側近である本多正純が忠明の道場を訪れた際に、素性を見抜かれる。松井凛太郎と木刀での一騎討ちをさせられ、両腕を折られ、刀を握ることも出来なくなったが、悲願であった家康への復讐は、あずみが彼の代わりに家康を打ち取ることによって果たされた。これを見届けた後、生きる目的を終えた勘兵衛は、あずみに殺されることを願い、主君清正の仇として、あずみに勝負を挑み散って逝った。仕えていた飛猿によって埋葬された。
史実では加藤清正の家臣に井上勘兵衛吉弘がいるが、本作品の井上勘兵衛が彼なのかどうかは不明。
柳生宗矩（やぎゅう むねのり）
将軍剣法指南役で2代将軍徳川秀忠の参謀役として権勢を誇る。柳生新陰流の実質的な支配者で多くの弟子たちを擁する。
秀忠に実権を掌握させるため、あずみを家康暗殺に駆り立てるべく月斎を惨殺。その後計画通りあずみが家康を討つと用済みになったあずみを消すため柳生新陰流の弟子たちや養っている様々な技を持った各地の一族を次々と刺客としてあずみに差し向ける。以降物語の最後まで延々と刺客を送り続けてくる作中最大の敵。
宗矩があずみ暗殺に送り込んだ弟子たちには自分の剣の腕に誇りを持って堂々と彼女に果たし合いを申し込んだ者もいれば、鉄砲隊を潜ませたり人質作戦を取った卑劣漢もあったりと様々だったが（卑劣漢が多いのであずみは柳生剣士からの果たし合いの申込みは疑ってかかることが多かった）、結局誰もあずみには敵わず全滅させられている。
宗矩当人は無刀取りができるとされ、強いことは強いが、あずみに太刀打ちできるレベルではないので卑劣な策略を弄す。物語途中であずみと一対一で戦わねばならなくなった際には弁を弄して勝ち目がない真剣での対決を避け、先に打たれても男女の腕力差で強引にねじ伏せられると踏んだ木刀で対決したが、結局腕の骨をへし折られて敗北を喫した。多くの弟子たちが見てる前で女の子に負けるという屈辱を味わわされたためさらにあずみへの憎悪が増し、物語の最後まであずみ抹殺に執念を燃やし続けた。

#### 月斎に育てられた子供たち
ひゅうが
小幡月斎によって育てられた10人の刺客の1人。繋がり眉で前髪と後ろ髪を留めているのが特徴。小柄ながらも二刀を難なく使いこなす。明るく快活な性格だが、かなり口が悪い。性のことには人一倍関心を持ちあずみとやえの入浴を覗いたりと、思春期ならではの行動が目立つ。やえに想いを寄せている。
丹後に向かったやえに別れを告げに行った際に、真田幸村が放った女装の剣豪、最上美女丸と丸腰で出会ってしまい、美女丸の指示で飛猿が貸し与えた一刀のみで戦うことになり、美女丸に腹を斬られて倒れた。サディストの美女丸は彼を少しずつ斬り刻んで苦しめて遊ぼうとしたが、美女丸に虫唾が走っていた飛猿がひゅうがの喉笛を刺して楽にしてやった。ひゅうがの遺体を発見したあずみは、やえが帰っていった街道が望める丘の上に彼を埋葬し、一緒に育った仲間が全員死んで一人になってしまったことを悲しんでいた。この後、あずみは美女丸を斬ってひゅうがの仇をとった。
うきは
小幡月斎によって育てられた10人の刺客の1人。10人の中ではなちと並んで最も長身で美男子である。常に冷静で、いかなる状況におかれても感情に左右されず行動できると月斎に評価されており、月斎は一番強いあずみよりも、うきはの方が自分が目指した理想の戦士となれると期待していた。奥谷で生活している時からあずみに好意を抱いていたが、あずみがなちを好きと感じるようになってからは身を引いていた。このことを話した後に「今でもあずみが好きだ」と告白。あずみと共に崖から落ちた時にはファーストキスを交わしている。囚われたあずみを助けるため、月斎の言いつけを破り、単身で大坂城に乗り込むが罠に掛かり捕まってしまう。偽りの人質交換話からあずみと戦うことになってしまうが、あずみを助けるため、刀が折れるように細工をして自ら死を選んだ。仲間同士の殺し合いを生き延びた5人の中で3番目の死亡者。
あまぎ
小幡月斎に育てられた10人の刺客の一人。素朴で素直。ひゅうがと同じく小柄。加藤清正（影武者）暗殺の際に甲賀忍者との戦いで軽い手傷を負う。その翌日からの舟での旅を誰よりも楽しみにしていたが、甲賀忍者から受けた手傷から致死量の毒に感染しており、乗船する前に息絶える。仲間同士の殺し合いを生き延びた5人の中で2番目の死亡者。
ながら
小幡月斎によって育てられた10人の刺客の1人。穏やかで控えめな性格。吊り目と出っ歯が特徴。片桐兵部の一団の鉄砲や火薬を運ぶ荷車組に奇襲を仕掛けた際、難なく敵を斬り伏せていくが、確実に絶命させなかった敵に抱きつかれた隙に槍で腹部を刺されてしまう。敵を斬り倒したあずみたちが駆けつけたが、すでに手遅れであり、うきはに止めを刺してもらい、息を引き取った。仲間同士の殺し合いを生き延びた5人の中で最初の死亡者。
なち
小幡月斎によって育てられた10人の刺客の1人。長身で美男子。あずみとは仲が良く、互いに好意を寄せていた。あずみによれば10人の中で抜刀は一番速いという。
組んだ者同士を殺し合わせる月斎の試練であずみと組んでしまい、あずみと戦うことになる。あずみに斬りかかるも胸や腕を斬られて倒れ、あずみの脚にしがみついて止めを頼み、茫然自失としたままのあずみに止めを刺されて死亡した。作中であずみが最初に斬った人物である。
ゆら
小幡月斎によって育てられた10人の刺客の1人。繋がり眉毛。なち、うきはとともに弥衛門から女体のことを教わっていた。組んだ者同士を殺し合わせる月斎の試練でうきはと戦い、首を跳ね飛ばされて死亡。
あわ
小幡月斎によって育てられた10人の少数精鋭の暗殺集団の1人。そばかすが特徴。ひゅうがと同じく二刀流。組んだ者同士を殺し合わせる月斎の試練でひゅうがと戦い、右目と首を貫かれて死亡した。
ひえい
小幡月斎によって育てられた10人の刺客の1人。組んだ者同士を殺し合わせる月斎の試練でながらとの戦いに敗れ死亡。
こもろ
小幡月斎によって育てられた10人の刺客の1人。細目で繋がり眉毛。組んだ者同士を殺し合わせる月斎の試練であまぎと戦い、脚を切られた後、喉笛を貫かれて死亡。

#### あずみを取り巻く男性
真弓 俊次郎（まゆみ しゅんじろう）
武家の次男坊。向学心に燃える青年。学問を志し、師の烏丸天山と共に諸国に旅する夢を持つが、そのために、結果として父と兄を切腹に追い込むことになってしまった。あずみに惹かれており、彼女が毒を受けて動けなくなった時には彼女を探し回って発見し看病にあたった。それがきっかけであずみからも想いを寄せられるようになりキスをした。さらにあずみの方から初体験の性交相手になってほしいとそれとなく誘われたが、彼女が戦う姿を見ていることしかできない無力な自分は彼女の伴侶になる資格はないと思って断った。しかし言葉足らずなせいであずみは自分が血で汚れているから振られたんだと思っていた。その後天山からあずみさんは守ってほしくて誘ったんじゃなくて一時の安らぎが欲しかったから誘ったのだろうになぜ抱いてやらなかったと諭され、あずみの元へ戻ろうと思ったが、あずみを探している左近を発見し、このままではあずみが発見されて殺されると思って左近を殺そうとしたが、返り討ちにあって斬られて倒れた。あずみはそれに気づかず、しばらく物語からフェードアウトした。
実は致命傷をまぬがれており、後に雪国編で再登場し、使命で訪れたあずみと再会する。雪国内で金山奉行として権力を得て理想社会実現に向けて改革を推し進めていた。力を得て今度こそあずみを守れると自信をつけたことで以前より彼女に強引に迫る描写が増え、あずみも困惑している様子だった。理想実現のためには手段を選ばない人物に変貌しており、俊次郎が天山らを投獄させたことや道々の輩の人々を斬らせたことを知ったあずみの心は彼から離れてしまう。信頼していた静音や玄斎にも裏切られ、挫折の果て、麻薬に手を出し、幻覚を見ながら事故死する。あずみは彼の死に気づかず、立ち直ってくれることを期待していた。
倉石 左近（くらいし さこん）
早くから柳生の里では有名な天才剣士であり、17歳で江戸の柳生道場に入門してきた際には、噂を聞き「倉石左近何するものぞ」と待ち受けていた柳生江戸道場の師範代たちを、一本も取らせず、すべて打ちのめしたほどの達人と言われている。終生のライバルと思っていた小野派の竜虎、松井凛太郎と貢喬助に打ち勝ったあずみに対して興味を抱いていた。
柳生宗矩から抹殺を命じられた標的のあずみに欲情するようになり、あずみの面影がある女郎のやえを抱くようになる。遊びと称してやえを女郎屋の外へ連れ出して二人で過ごしたことで、やえから想いを寄せられるようになる。
あずみが柳生の罠にはまって毒で動けなくなった際には強姦しようとしたが、あずみが泣いてるのを見て思いとどまり柳生の追跡から匿った。師匠の宗矩より強いようで、あずみを匿った罪で彼を処刑しようとした宗矩の剣を真剣白羽取りで止めている。
当初あずみは柳生の刺客である彼に冷淡な態度だったが、唯一の生きがいだったやえとの友情が壊れて絶望していた時に彼と言葉を交わしたことで距離が縮まり、一緒に刺し違えて死ぬことを提案する彼にそれもいいかもねと答えた（やえにこの会話を聞かれており、余計にあずみとやえの関係が壊れた）。
幕府からあずみ抹殺の指令を受けていた旗本の長瀬・千堂たちがやえを人質にとった時にはあずみとともに旗本たちや鉄砲隊を斬り捨ててやえ救出に貢献。やえを傷つけたお詫びとして自分の財産を女郎屋への借金返済に充てその証文を彼女に渡した。
肺を病んでおり、残りわずかな命であったため、最後は病で死すより剣士として死にたいと、やえの制止を振り切ってあずみに勝負を挑んだ。戦いの末あずみに斬れられたが、彼女に抱きつく形となり、一緒に逝こうと言い出し、あずみもそれを許可したが、結局それをしないまま倒れ、あずみに止めをさされて死亡した。
兵介（ひょうすけ）
天海の部下としてあずみたちの仲間に加わる。特技は、「一度顔を見た人間を絶対に忘れないこと」。たとえ対象の人間がどんな変装をしていても、どんな変貌を遂げていようとも瞬時に見破ることができる。「独眼竜謀略篇」ではその特技を生かし、伊達政宗の謀略に加わった変装をした忍たちを次々と発見した。手先も器用で様々な工芸品を巧みに制作する特技を持つ。あずみと恋仲になる。左甚五郎に弟子入りして彫刻職人になることを夢見ており、あずみが天海に掛け合って自分が使命を続けていくことと引き換えにそれを許可してもらった。その後もあずみと親しく付き合っており、梵天丸から脅迫材料にされる。
梵天丸（ぼんてんまる）
将軍徳川秀忠の落胤。秀忠の生き写しのようなチビの醜男で、性格も醜悪そのもの。父秀忠と同じく悔しい時に「むんむん」と言い、何かにつけて親指をチュバチュバしゃぶるのが特徴。妻のお江与に隠して作った子供なので秀忠は彼の存在を表沙汰にはできなかったが、溺愛されており、彼を大名にするため秀忠と柳生宗矩はどこかの大名家を潰して彼を押し込もうという陰謀を二度企んだが、いずれもあずみの活躍で失敗に帰した。その一つが千代蔵がいた領地だったが、ここで梵天丸は美しくて強いあずみに惚れ込んで妻にしたがるようになったが、当時兵介と恋仲になっていた彼女には全く相手にされなかった。嫉妬した梵天丸は兵介に危害を加えられたくなければ自分の女になるよう強要しはじめ、あずみを苦しめた。あずみはしばらくの間護衛のため兵介に近い場所で生活しなければならなくなった。その後側近の加納の働きで一時的に城主になったが、あずみによって拉致されて宗矩や加納に対する人質に取られた。
武信（たけのぶ）
西国の大名の跡継ぎ。武宗の息子で鈴の兄。頼りない父の代わりに実質的に藩を統治している。家臣や領民からの声望が高い。異国との密貿易を行っており、改易を目論む幕府に対抗するため将軍秀忠が溺愛する次男国千代を誘拐した。初めあずみは彼を斬って国千代を救出するために天海に送り込まれたが、やがて武信に惹かれて彼と一緒に戦うことを決意し、武信もあずみに惹かれていた。この最中金地院崇伝の手先の京極貞麻呂の一団に城を襲撃されたが、あずみの助力を得て撃退した。その後あずみは領地を潰さず武信も死なせないよう天海に働きかけをしたが、天海は首謀者の死だけは譲らず、それを知った父武宗が武信を守るために切腹した。父の決意を知らず悲しむ武信をあずみは励ました。武信はあずみを妻に迎えたがったが、あずみは大名の妻の地位を振って使命に戻っていった。

#### 天海の配下
金井 虎之助（かねい とらのすけ）
南光坊天海に呼ばれあずみの下で共に働くことになった青年。天下の大事のために働くことを夢みて、幼馴染の立花彦四郎と共に故郷から出てくる。故郷の道場では師範も手を焼くほどの腕前だが、実戦経験は乏しい。「配慮配慮」が口癖。共に暮らす日々の中で、いつしかあずみに異性として好意を抱き、使命よりもあずみを守ることを優先したいと思うようになってしまう。何も出来ずに死んでしまう前にと、あずみに想いを告白した。青華院に攻め入ってきた柳生の一団を見事斬り抜け、梵天丸の城に乗込むことに成功するが、護衛をしていた黄泉路に斬られてしまう。最期は好意をよせていたあずみのくちづけのなか、息を引き取った。
立花 彦四郎（たちばな ひこしろう）
あずみの新しい仲間。活発明朗な青年。剣の腕も一流だが、やはり実戦経験は乏しい。天海より使命を受け、新たに送られた。幼馴染の金井虎之助と共に使命にかける。虎之助と同じく、あずみに好意を持つ。最期は柳生宗矩の高弟の加納に斬られて死亡した。
つづら
天海が、雪国の領国の秘密を徳川幕府から守るために差し向けた隠密。あずみよりかなり前から雪国に潜入し活動していた。浪人衆のなかに溶け込み、彼らが不穏な動きを見せないように監視、または国外へその秘密を漏らそうとする幕府の密偵を処分するのが役目。潜入調査の途中で、玄斎らに発見され、捕らえられる。集まってきた民衆によって竹槍で突き殺されてしまう。
かがり
つづら、うつぼ、はつねと共に雪国に潜入していた工作員。寺沢玄斎ら浪人衆に潜り込み調査をしていた。最初のころは、天海から特別に信頼を寄せられているあずみに冷たくあたり、つづらが殺されるのを止められなかったあずみを責める。真弓俊次郎に頼まれて道々の輩の人たちを斬った。玄斎らに捕らわれた際、俊次郎の作る鴉片を服用させられていたために中毒となる。
はつねとは同じ村で育ち、子供のころからずっと一緒で、恋人同士ではないが肉体関係を結ぶ仲であった。
「独眼竜謀略編」でも登場。あずみを仲間と認めるようになり、飛猿、兵介、はつねと共に任務にあたる。
はつねによれば武術の腕は故郷の村の中でも上位だったらしいが、彼と鍔迫り合いした小蝶や登太からは「あいつ大した腕じゃなかったな」と酷評され、実際その後小蝶と登太によって斬られて激痛で涙を流しながらのたうち回った後に止めをさされて死亡した。さらにその後小蝶と登太から、あずみと戦うかに関して「あずみはさっき倒したあの男とは全然腕が違うよ」という表現もされてしまった。
はつね
4人の密偵のなかでは唯一の女性。つづらと同様、あずみより先に雪国に潜入していた天海の放った工作員。最初のうちは、かがりと同様にあずみを快く思わず、仲間と認めなかった。「独眼竜謀略編」にも登場。あずみ、飛猿、兵介、かがりと共に任務にあたる。
あずみとの入浴の際には雪国での態度を詫び、かがりとの関係やくノ一の技のことなどを語り絆を深める。かがりの協力で元家老、小堀重政に近付き命を狙うが、機会を窺えず失敗。捕らわれの身となってしまった。鴉片の中毒症状に苦しむ中、脱出を試みるが、標的であった小堀重政に斬られ死亡。
うつぼ
他の3人と同様に、あずみより先に雪国に潜入していた天海の放った工作員。かがり・はつねと共に玄斎らに捕らえられるが、あずみと飛猿に救い出される。城から脱出途中で、凄腕の剣客、佐川・藤堂に行く手を阻まれる。あずみと飛猿で活路を開くが、藤堂の投げた刀がうつぼの体に当たり、腹部を貫いた。刀で首を突き刺して自害。

### 修行時代編
弥衛門（やえもん）
あずみたちが育った奥谷に近い下谷の村の忍者。しばしばあずみたちが暮らす奥谷にやって来て忍術をはじめ色々なことを教えていたが（なち、うきはなどには女性の身体のことも教えた）、あずみたちの強さは知らない。あずみたちは「弥衛門様」とよんでいた。月斎は修行の最終仕上げとしてあずみたちの存在を知る下谷の村人たちを老若男女問わず皆殺しにして口封じすることをあずみたちに命令。村人たちがあずみら5人の子供たちに虐殺されていく光景を見て悪夢を見ているのかと茫然自失としていた。最後まで放置されて生き残らされ、あずみたちに「ご教授ありがとうございました」とお礼を言われた後、茫然自失としたまま、あずみと戦うことになったが、一刀のもとに彼女に首を跳ね飛ばされて死亡した。
倉次郎（くらじろう）
下谷の村の忍者。あずみたちが初めて村に遊びに来た時にはあずみの胸を触った。月斎からの命令であずみたちが下谷の村人虐殺に現れたときにあずみと戦うことになり、手裏剣を彼女に投げつけたが、手で簡単に受け止められてしまい、あずみはこの男はこんな遅いものを武器だと思っているのかと呆れられていた。あずみに首を斬られて死亡した。

### 枝打ち編
滝沢 柳太郎（たきざわ りゅうたろう）
片桐兵部のもとに参じた剣を頼りに生きる武士。気さくな人物であずみと親しくなる。当時まだ子供だったあずみは彼を「おじちゃん」と呼んでいた。あずみは月斎から片桐兵部一団の皆殺しを命じられていたが、彼とは戦いたがらず、彼を一団から抜けさせようとしたり、彼を襲撃をかける切り離した集団に入らないようにしたり、彼が兵部を守るために立ちふさがってきた時も飛び越えて斬るのを避けようとしたが、あずみを呼び止めて「剣を頼りに生きる者は、こうと決めた道に己の命を賭けるしか生きていきようがないのだ」と教え、戦っていくことを要求した。急所をなかなか斬らせず、あずみに人を斬ることの残虐さを学ばせた。心臓を貫かれた後、これでよかったのだと彼女に告げて死亡した。あずみはどういう意味だったのか月斎に尋ね、月斎は「剣でしか生きて行きようがない者たちは自分より優れた剣客に斬られて死ぬのは本望であり、その男はあずみの強さを認め、あずみを気に入っていたのだ」と教えた。あずみに使命への最初の葛藤を与えた人物だった。
片桐 兵部（かたぎり ひょうぶ）
大願寺に謹慎中の武将。加藤清正の挙兵に参じるべく60余名の腕自慢の武士を集めて清正のいる伏見へ向かう。彼らが天海が月斎に枝打ちを命じた最初の標的だった。山中であずみら月斎の育てた5人の子供たちの襲撃を受け、集めた60余名の強者たちを全滅させられた。彼自身は柳太郎と衣装を替える策により一人だけ生き延びて山を抜けることができたが、月斎の手裏剣で後ろから首を刺されて死亡した。
すえ
貧しい小作人の娘。美人の姉きくが身分違いの庄屋の息子に見初められて結婚することになり、その祝言に参加するため父とともに庄屋の屋敷に赴こうとしていたところをあずみたちと出会う。当時子供だったあずみと同じぐらいの年頃だったため親しくなり「すえちゃん」「あずみちゃん」と呼び合うようになった。あずみたちも祝言に参加したが、祝言の最中に野伏せりが略奪に現れ、野伏せりたちはすえの姉や父を殺害した。それを見て怒りに燃えたあずみは野伏せりを次々と斬り殺した。月斎は自分の刺客団の力を見せないため放置するつもりだったが、力を見せてしまった以上やむを得ないと野伏せりを皆殺しにするようひゅうがたちにも指示。野伏せりが皆殺しにされた後、あずみはすえに近づこうとしたが、すえはあずみを恐れて離れた。あずみは何度もすえに謝罪しながら月斎に引っ張られて屋敷を去った。遠目から見送りに出たすえに対し、あずみは独楽をすえの目の前の柵の上に投げて去っていた。
浅野長政（あさの ながまさ）
浅野宗家の前当主である真壁藩主。豊臣恩顧の大名として加藤清正や真田幸村らと連携し、豊臣秀頼を押し立てるための挙兵を目指す。腕のたつ者を召し抱えるという名目で浪人たちに真剣で立ち会わせ、その死闘を見物する御前試合の開催を好む。浅野家への仕官を望む少年浪人になりすましたあずみは、御前試合に出場し試合の途中に長政の近くに転んだふりをして近づき、彼の喉笛を一突きにして暗殺し、城からも脱出に成功した。
加藤清正（かとう きよまさ）
名高い戦国武将だった熊本藩主。一般的なイメージである豪胆な雰囲気もあるにはあるが、本作品の清正はそれ以上に明るい陽気な人物という印象が強い。井上勘兵衛にとって主であり、恩義のある人物でもある。勘兵衛の事情についても知っている。豊臣家への忠誠心が厚く、家康の老死を待つより関ヶ原の戦いを超える真の天下分け目の戦いを起こして生きているうちに家康の首を刎ねてこそ秀頼を天下人と知らしめることができると考えている。そのため天海から指令を受けた月斎たちに命を狙われるが、影武者作戦や佐敷3兄弟の送り込みなど勘兵衛の巧みな策により長政のように簡単にはいかなかった。しかし最後は船上であずみにより暗殺された。
佐敷3兄弟（さじきさんきょうだい）
井上勘兵衛が国元熊本より呼び寄せた月斎やあずみらを狙う刺客。名前は一心、二斎、三蔵。やえと太助、その親方を月斎一味と勘違いして太助と親方を殺害した後、やえを輪姦した。小刀しか持ってなかったとはいえ月斎とうきはを追い込むなどかなり強いが、その後一心と三蔵はあずみ、二斎はひゅうがにより倒された。
大塚 兵衛（おおつか ひょうえい）
豊臣秀頼が召し抱える天才軍師で剣の達人でもある。あずみは彼の暗殺のために秀頼に近づき大阪城に潜入していた。あずみは大男だと思っていたが、実際には小柄な好好爺だったため躊躇っていた。あずみが小刀を抜くと手毬を誘導のために投げてから斬りかかろうとしたが、逆に手毬越しに彼女に胸を刺された。あずみに抱きつく形になり、可愛い娘が大変な育てられ方をしたことに「かわいそうにのう」と言い残して倒れ、あずみの目から涙が溢れた。
最上 美女丸（もがみ びじょまる）
真田幸村の放った刺客で居合いの達人。ひゅうがを殺し、小幡月斎にも重傷を負わせるなど非常に強い。女装をしており、言葉遣いも女性のように話す。自惚れている相手をじわじわと痛めつけることに快感を覚える。戦う前に「自分が鍔をつけていないのは受け太刀しないから」と相手に説明する。小幡月斎に止めをさす寸前のところであずみが駆けつけてきて彼女との対決に及ぶ。構えもしないあずみに対して顔面を斬ろうとしたが、切っ先の紙一重の距離で躱されて腹を斬られる。詳細は不明だが母親を憎んでおり、母親と同じ赤い血が自分から流れ出ることに驚いていた。止めをさしてやると言うあずみに対して花を抱いて死にたいと要求し、あずみは近くにあった椿の花を渡してやってから止めをさした。

### 大阪城落城
豊臣秀頼（とよとみ ひでより）
太閤豊臣秀吉の遺児。軍師の大塚兵衛暗殺のために大阪城に潜り込んでいたあずみと親しくなる。無邪気な人物で昆虫を好む。大阪城落城時にはあずみが燃える大阪城に潜入して城から連れ出そうとしたが、家臣たちが大勢自分のために死んでいったのに自分だけ生き残るわけにはいかないと断り、あずみに介錯を頼んで切腹し、あずみに抱かれながら死亡した。あずみは家康への怒りを強めた。
淀殿（よどどの）
豊臣秀頼の生母。大阪城に潜入していたあずみが捕らえられた際にはあずみに入れ込む秀頼を叱りつけた。うきはがあずみ救出のために大阪城に潜入してきた時には肉体関係を持っていた寵臣の新三郎をうきはに殺害されたことに怒り、捕えたうきはをあずみと立ち会わせ、うきはは自らの刀に折れるよう仕掛けをして自ら命を断った。秀頼を虜にしているあずみのことを嫌っていたが、大阪城落城時には秀頼の介錯をしたあずみに感謝の言葉を述べ、「ご慈悲じゃ。家康に天罰を」と祈願しながら自害した。
大野治長（おおの はるなが）
豊臣秀頼の臣下。道徳的な人物であり、淀殿がうきはを残虐刑で処刑することを提案した時には、操られているだけの子供なのでそれはあまりだとして止めた。最期は淀殿とともに秀頼の自害を見届けた後、自害した。

### 月斎との逃亡生活
上月 数馬（こうづき かずま）
柳生宗矩の弟子でかなり美男である。あずみの監視を命じられており、彼女を監視しているうちに関心を持つようになり、行きずりの相手同士が性交している光景を目撃して驚くあずみに言い寄ろうと手を廻したが、なちやうきはを馬鹿にされたことにあずみが怒って手を払われてしまった。剣の腕は弱く、村井晋介や高垣丈二郎に木刀でボコボコにされていじめられた。その後は登場がなく動向は不明。
尾形 太一郎（おがた たいちろう）ら5人の剣客
柳生宗矩の弟子たち。宗矩が月斎暗殺のため送り込んだ最初の刺客。他に名前が分かっているのは土橋又五郎、立野要介、北村左門。はじめあずみは殺さず対処しようと土橋の脚に傷を入れて戦闘不能にし、勝負はついたと言って血止めを勧めたが、土橋は屈辱のあまり自害してしまった。驚くあずみに対し、尾形は果たし合いにおける態度を一喝。月斎も賛同し、あずみに誇りある剣士との果たし合いでは相手の命を断つよう教えた。そのためあずみは残る者たちを全員一刀のもとに殺害した。あずみから「勝負は見えている。それでも命より誇りか」と問われた尾形は、あずみの強さに恐怖しつつも、誇りを選んで彼女に斬りかかり、一刀のもとに首を斬られて死亡した。あずみの相手には全くならなかったが、この戦いで誇りある剣士から果たし合いを申し込まれた時には相手の命を断つべきであることを学んだあずみは以降そうし続けることになる。
伴 左近（ばん さこん）と播磨 小次郎（はりま こじろう）
駿府城で捕らえた月斎の護送のため幕府が雇った浪人集団の中で特に手練だった2人。居合の達人。2年前、備前の酒場で道場破りの恨みで取り囲んできた20人の刺客を斬り捨てたが、その光景を宮本武蔵が見ており、武蔵に立会いを所望し武蔵も承知して場所と刻限を指定したが、武蔵はその場所に現れず、宿の者によればそそくさと逃げ去るように旅だったという。そのため武蔵が怖気づいて逃げ出した剣客たちとして話題になっていた。この話をホラ話と疑った他の浪人の両手両足両耳鼻を一瞬にして切り落として実力を見せつけた。その後月斎救出に現れたあずみと対峙したが、勝負にならず二人とも一瞬にして彼女に腕と首を斬り落とされて死亡した。
高垣 陣一郎（たかがき じんいちろう）
柳生宗矩の高弟。丈二郎の兄。他の柳生剣士たちから「陣一郎様」と呼ばれており、柳生一門の中でも特に地位が高いようである。実際に剣の実力は高く、橋の上での戦いで月斎の肩を斬りつけて追い詰めたが、油断して瀕死の月斎に喉笛を貫かれて死亡。このあと宗矩が月斎と戦い、致命傷を負わせ、月斎はその状態で放置されて死亡した。

### 駿府での家康暗殺編
松井 凛太郎（まつい りんたろう）
貢喬助とともに小野忠明の高弟で小野派一刀流の竜虎と呼ばれる。大柄である。本多正純の命令で木刀試合で井上勘兵衛の腕を折った。喬助とともに徳川家康の警護に付いていたが、飛猿の罠にかかって沼で喘いでいる間にあずみに家康を討たれ、切腹を免れなくなり、このまま切腹して果てるのでは死にきれぬとあずみに決闘を申し込んだ。あずみはその場では返答しなかったが、彼らの願いに応じて指定された場所に現れた。小野忠明の立ち会いのもとあずみとの果たし合いに及ぶ。先に立ち会った喬助が斬られて膝をついた後、抜刀してあずみに挑んだが、彼女に顔面を斬られて即死。喬助より先に逝った。
貢 喬助（みつぐ きょうすけ）
松井凛太郎とともに小野忠明の高弟で小野派一刀流の竜虎と呼ばれる。笛の名手でもある。凛太郎とともに徳川家康の警護に付いていたが、飛猿の罠にかかって沼で喘いでいる間にあずみに家康を討たれ、切腹を免れなくなり、このまま切腹して果てるのでは死にきれぬとあずみに決闘を申し込んだ。あずみはその場では返答しなかったが、彼らの願いに応じて指定された場所に現れた。小野忠明の立ち会いのもとあずみとの果たし合いに及ぶ。凛太郎より先に立ち会ったが、あずみに胸を斬られて膝をつく。その後あずみに挑んだ凛太郎も顔面を斬られて即死。戦えて満足だったとあずみに感謝するとともに剣を競い合ってきた凛太郎と離れないうちに止めをさしてほしいと願い、あずみに止めをさされて死亡した。
小兵太（こひょうた）
父親が小野忠明の旧友で父親の戦死後忠明が預かって剣を教えていた子供。松井凛太郎と貢喬助に憧れている。井上勘兵衛に会いに駿府に来たあずみは、しばらくの間小兵太の部屋で一緒に暮らしていたので親しくなった。凛太郎・喬助とあずみの果たし合いの場に忠明に連れられて居合わせる。好きな人たちが斬り合うのをやめて欲しがっていたが、忠明から剣を志すなら剣士同士の果たし合いを見届けるよう諭される。凛太郎・喬助を倒して立ち去るあずみを泣きながら見送った。
小野忠明（おの ただあき）
小野派一刀流の祖。剣一筋の武人であり権勢を増大させる柳生宗矩を嫌い、柳生に敵愾心を燃やす。宗矩より強いと見られている。小野一門は駿府における徳川家康の警護を担当していた。高弟の松井凛太郎と貢喬助を最高傑作と自負していたが、その2人があずみに倒されるのを見届けた後、あずみに師匠の名を尋ね、あずみは小幡月斎の名を答えた。無名の恐るべき剣の師がいたことを知って愕然とし自らの完敗だと悟った。
徳川家康（とくがわ いえやす）
初代征夷大将軍。息子の秀忠を侮蔑し大御所として君臨し続けるため、秀忠やその側近の柳生宗矩から目障りに思われている。井上勘兵衛が幼いころ、彼の家族を残忍に殺害した。勘兵衛の悲願や秀頼の無念を晴らすため、あずみは家康を討つことに決める。鷹狩をしていたところをあずみの襲撃を受け、大勢の護衛たちを全滅させられた後、自分の持っている剣が井上勘兵衛から預かった剣であることを語るあずみに「お前、何者だ!?」と叫びながら斬りかかるも、あずみに勘兵衛の剣で胸を貫かれた。あずみは小幡月斎に育てられた戦士を名乗るとともに、恨みではなくけじめだと思うよう告げた後、剣を引き抜いて彼を絶命させた。

### きくとの旅路
弥吉（やきち）
農民。熱を出したきくの看病のためあずみは彼の家に厄介になった。妻のかいとともに暮らし、実の子ではないが、かいの子供であるちよと平太を我が子のように可愛がっている。大阪の戦いで豊臣方の兵士であり、豊臣家滅亡後に家康を討とうと駿府へ向かう途中に行き倒れになり、かいに救われて一緒にくらすようになった。柳生宗矩があずみ暗殺のために放った土蔵と火蔵に家を襲撃され、その戦いの中で致命傷を負う。その後あずみから家康を討ったことを知らされ、自分が討ち取りたかった家康をあずみのような少女が討ち取ったことに痛快さを感じ、彼女が気に病んでここに留まらないよう自分が致命傷を負ったことを隠すとともに彼女が家の弁償として差し出したお金も受取りを拒否して逃げるよう勧めた。あずみを見送った後に倒れ、かいと子供たちに看取られながら死去した。あずみは弥吉の死に気づかなかったが、優しい人たちを巻き込んで家を壊してしまったことを悔いていた。
土蔵と火蔵（どぞう、かぞう）
柳生宗矩が養っている爆矢の一族の者たち。宗矩の命令であずみが滞在していた弥吉宅を襲撃。2人とも殺気だった異様な目をしており、山の獣や鳥に飽きて人間を殺したくウズウズしている。あずみに限らず弥吉一家も殺そうとした。土蔵は弥吉に落馬させられた後、あずみに爆矢の入った篭を斬って外されるとともに胸を斬られ、すぐに火蔵を斬りに向かうあずみから止めを頼まれた弥吉に鎌で滅多刺しにされて死んだが、死ぬ前に弥吉の腹を貫いて致命傷を負わせた。火蔵の爆矢でちよと平太が爆矢で死んでしまったと思ったあずみは、火蔵の腕と脚と爆矢の篭を斬り落として落馬させた後、火蔵も震え上がる怒りの形相を見せ、火蔵の首を刎ね飛ばした。あずみはちよと平太を巻き込んで死なせてしまったと絶望していたが、ちよと平太が無事だったことを知ると涙を流して喜んだ。
烏丸 天山（からすま てんざん）
真弓俊次郎が師と仰ぐ、道々の輩の1人。諸国を巡り、技術、知識を交流させ産業の発展に努める。一行からは先生と呼ばれるリーダー的存在。道々の輩を一網打尽にする大名の計画を、あずみの助けによって逃れることが出来た。その後はあずみ、きくとは別行動で西へと向う。あずみの気持ちを裏切ってしまった俊次郎を諭す場面などもあった。後に雪国編で再登場。雪国から出て行くことを許されず、俊次郎によって金山にある牢屋に監禁されていた。衰弱状態のところをあずみによって助け出され介抱を受けるが、その後は登場がなくどうなったかは不明。
金角（きんかく）
無法者集団の首領。かぶき者。顔に隈取の化粧をし派手な着物を着て、暴虐の限りを尽くしている。女を強姦するのが趣味で、あずみを強姦することに執念を燃やしたが、ついに成功しなかった。とある領国で、浪人集団と道々の輩をまとめて一掃しようとしていた大名の罠にかかって城に誘き出されたが、襲いかかる城侍たちを次々と残忍に返り討ちにし、人質を取って脱出。同じく命を狙われていた道々の輩やあずみが隠れたお堂に入って偶然に合流（道々の輩は城の中で大勢が息を潜めている気配を感じ取ったあずみに止められて城に入らずここに隠れていた）。大名を人質にして脱出することを考えていたあずみに時間稼ぎを託された。当人はそれを引き受けたような感じではなかったが、結果的に襲いかかる城侍と戦って、あずみが城に潜入して大名を人質にして戻るまでの時間を稼ぎ「道々の輩」たちを助けることになった。しかしあずみが戻った時にはすでに致命傷を負っており、あずみに謝罪され抱かれながら死亡した。彼女に犯したかったぜと言い遺した。
銀角（ぎんかく）
金角の相棒で金角一味の副長的存在。金角同様かぶき者で顔に隈取の化粧をし派手な着物を着ており、暴虐の限りを尽くしている。金角より先に城侍の槍を顔に受けて死亡した。
村井 晋介（むらい しんすけ）
柳生宗矩の弟子。宗矩からは柳生の精鋭と呼ばれており、宗矩とともに騎乗していることが多いので柳生一門の中ではかなり地位が高いようである。高垣丈二郎とともに宗矩からあずみ抹殺の命を受ける。卑劣漢であり、あずみに剣士同士の果たし合いを申し込んでおいて罠にかけようとしたが、左近の介入で失敗し相棒の丈二郎を斬られた。その後他の宗矩の弟子たちとともに再びあずみを罠にかけようと待ち構えていたが、あずみに見抜かれて剣で彼女と戦うしかなくなった。他の宗矩の弟子たちが彼女に斬られている間に斬りかかろうとしたが、躱されると同時に首を斬られた。しばらく自分の首が切り落とされたことに気づかず、立ち去るあずみの方へ何歩かよろよろと歩いた後に頭と胴体が分離して崩れ落ちた。
高垣 丈二郎（たかがき じょうじろう）
柳生宗矩の弟子。宗矩からは柳生の精鋭と呼ばれており、宗矩とともに騎乗していることが多いので柳生一門の中ではかなり地位が高いようである。彼の兄の陣一郎は月斎に斬れられて死亡している。村井晋助とともに宗矩からあずみ抹殺の命を受ける。卑劣漢であり、あずみに剣士同士の果たし合いを申し込んでおいて罠にかけようとした。あずみが弦太の毒の吹き矢でふらついていたのを好機として彼女を斬ろうとしたが、川に逃げられ、もたついている間に駆けつけて来た左近に斬られて死亡した。
弦太（げんた）
きくと同じく親しくなってから騙し討つ一族の子供。あずみを騙し討ちにするため、あずみときくの旅に同行する。お頭の寵愛を巡ってきくにライバル意識を燃やしていた。村井晋介と高垣丈二郎との果たし合いに臨もうとしたあずみの脚に毒の吹き矢を吹き付けることに成功した。きくが毒を吸い出したおかげで致命傷は免れたが、あずみはしばらくの間身体の自由が効かない状態に陥る。その後あずみの救出に現れた左近に気絶させられたが、それ以降は登場がなく動向は不明。

### 金塊強奪篇
おこう
あずみときくが立ち寄った外様大名の領地で暮らす武家の中年女性。研ノ助の母。きくが病を患っていたため、あずみはしばらく彼女のお世話になっていた。きくの看病にあたっていたが、きくと一緒に板倉の手下に誘拐された。きくと一緒に監禁され、青龍たちがきくを暴行・強姦しようとするのを見て止めようとしたが、殴られて黙らされた。後に彼女は無事あずみに救出されたが、きくはその時すでに殺されてしまっており、あずみにそのことを告げた。
研ノ助（けんのすけ）
あずみときくが立ち寄った領地を治める外様大名の家臣の息子。母はおこう。藩の重臣の娘志乃に想いを寄せられている。剣の腕は弱いが、幼馴染の4人の藩士の息子仲間たちとともに藩の危機を救うため毘沙門天一味に斬り込みをかけて一人でも多く斬って戦死しようと決意したが、彼の父親ら藩士たちが先に毘沙門天一味に斬り込みをかけ、白蛇や青龍らに返り討ちにされて全滅し、その凄惨な光景を見て5人とも恐怖で腰を抜かし断念。その後また5人での襲撃を企てたが、その時はきくとおこうの居場所を探ろうと侵入していたあずみが気づいて彼らを救出して断念させた。あずみが毘沙門天一味を全滅させた後は志乃や他の仲間たちとともに大いに喜び、彼女に感謝して見送った。
志乃（しの）
あずみときくが立ち寄った領地の外様大名の重臣の娘。研ノ助や彼の仲間たちとは幼馴染。研ノ助に想いを寄せているが、身分の違いから結婚できずにいる。藩が取り潰されてしまえば身分の違いなど関係なくなるので密かに期待してさえいる。あずみが毘沙門天一味を切り捨てて行くときには「あずみさん、すごい」とはしゃいでいた。その後研ノ助たちとともにあずみとの別れを惜しんで彼女を見送った。
毘沙門天（びしゃもんてん）
あずみときくが立ち寄った外様大名の領地の宿場を占拠した5、60人の無頼の浪人集団の棟梁。大鎧の兜の前立てが付いた額当てを付けている。梵天丸の領地にするためにこの領地を取り潰そうと目論んでいた幕府のスパイの板倉に幕府の金塊行列を襲撃するよう仕向けられている（毘沙門天も途中で板倉の正体と幕府の陰謀であることに気づいていたが、別にそれでも構わないようだった）。しかし人質のきくを彼の手下の青龍たちがなぶり殺しにしたことで、あずみの怒りに触れ、金塊行列襲撃の直前に彼女によって5、60人の手下たちもろとも全員皆殺しにされた。そのため金塊行列が無事にその領地を通過してしまい幕府の陰謀も潰えた。
白蛇（びゃくじゃ）
毘沙門天一味の幹部。二刀流。着流しを着ている。毘沙門天一味の中では一番美男である。一味の中でも特に強く人殺しを好む。武装して攻めてきた藩の武士たちを簡単に皆殺しにした。普段は寡黙だが、戦闘時には興奮してきて饒舌になる。最期はあずみに剣を躱されると同時に横っ腹を斬られて倒れ、その後毘沙門天も斬られて倒れたのを見てあずみ一人に全滅させられたことに驚きながら死亡した。
青龍（せいりゅう）
毘沙門天一味の幹部。飛仙髻の髪に麿眉、釣り目という不気味な顔だが、かなり大柄で強い。武装して攻めてきた藩の武士たちを簡単に皆殺しにした。美しい男をいたぶりながら犯すのが好きな同性愛者で、人質のきくを散々にいたぶって強姦した末に殺害した。きくの無残な遺体を見て怒りに燃えたあずみは毘沙門天一味に斬り込みをかけた。最期はあずみに横っ腹を斬られて膝をついていたところを、あずみが躱した白蛇の刃を顔面に受けて死亡した。
板倉（いたくら）
毘沙門天一味の幹部だが、その正体は幕府のスパイ。梵天丸の領地にするため外様大名の領地を取り潰す口実作りに毘沙門天一味に幕府の金塊行列を襲撃させようとしていた。柳生剣士26人を斬り伏せたあずみがこの領地に来ていることを知り、彼女の妨害で計画が潰えることを恐れ、きくとおこうを誘拐させ、静かな傍観者でいることをあずみに強要した。あずみはそれを約束し、板倉も2人に危害を加えるつもりはなかったが、青龍たちが板倉の制止を無視してきくをいたぶって殺してしまい、あずみの怒りに触れ、毘沙門天一味は金塊行列襲撃前に彼女に全滅させられた。板倉は身を隠して生き延びたが、幕府の陰謀は潰えた。
このあとも柳生宗矩や加納の部下としてしばしば登場。頭は切れるが、あずみに簡単に斬り捨てられてしまう連中の剣も見切れず危うく首を落とされそうになったりしていたので彼自身の戦闘力は低いようである。死んだ描写は特にない。

### 京都激闘篇
西田 弁蔵（にしだ べんぞう）
天海の配下であり爺（小幡月斎）を師と仰いでいる。天海よりあずみを庇護する命を受け、宝蔵院流槍術の僧たちが修行する寺にあずみをかくまい、天海の到着を待つが、その前日泥鵺の襲撃を受けたあずみを救おうとした所、泥鵺の刃を受け死亡。あずみとの初対面時には、月斎をよく知っている証拠として「ほいほい踊り」をしてみせた。
覚玄（かくげん）
宝蔵院流槍術の師範代であったが、実戦経験はなく、年下の少女なのに数多くの実戦経験を持つあずみに驚き、彼女に槍で戦うときのコツなどを聞いていた。あずみを狙う旗本の刺客、長瀬と千堂があずみをおびき寄せるために道場破りに現れ、彼らの挑発に乗り千堂と勝負することになった。頭を木刀で強打され、半身不随状態に陥った。怒ったあずみは覚玄の仇を取ろうと木刀を手に取るも、長瀬と千堂はあずみの姿を確認すると後日決着をつけようと言って去っていった。あずみは覚玄の看病をしながら彼を巻き込んでしまったことを思い悩んでいた。
長瀬と千堂（ながせ、せんどう）
幕府からあずみ抹殺の命を受けた腕自慢の旗本たちの中で最も手練だった2人。手下のチビの旗本と合わせて3人で行動していることが多い。それなりに強く千堂は覚玄との木刀の戦いで勝利している。あずみを発見しても迂闊に勝負を挑まず、他の旗本たちを先にあずみにぶつけて、彼女の剣技の下調べをするなど狡猾である。誇りある剣士を自称しているが、実際は卑劣漢どもであり、やえを人質にとる。あずみと左近がやえ救出に駆けつけ、長瀬はあずみに胸を斬られて死亡し、手下の旗本はあずみの手裏剣を喉笛に食らって死亡。千堂は左近に顔面を真っ二つにされて死亡した。潜ませていた鉄砲隊もあずみの手裏剣と左近の剣によって全員殺された。
泥鵺（どろぬえ）
あずみ暗殺のために幕府に雇われた忍びの一族の一人。蛇や蛙などをそのまま口にするなど、常識からは考えられない異様な男。仲間からも気味悪がられていた。川に体を洗いに来たあずみを水中に引きずり込み気絶させるが、陸に引き上げたところで息を吹き返したために退却。その夜、あずみの隙をついて武器を盗んで隠し、素手のあずみと対決。西田弁蔵が助けに入ったため退却したが、西田があずみに駆け寄ったところを後ろから刺し、致命傷を負わせて彼を殺害。怒りに燃えるあずみから逃げようとしたが、背中を斬られて慌てて土下座して命乞いした。あずみに「二度と俺に近づくな！」と怒鳴られて一度は助命されたが、彼女が西田のところへ駆け戻ろうとした直後に背後から襲いかかったため、あずみに腹を斬られた。再び逃げようとしたが、あずみが投げつけた刀で背中から貫かれて死亡した。

### 雪国の死闘篇
小西 静音（こにし しずね）と小西 忠音（こにし ただね）
異人の宣教師の落とし子らしく、あずみと同じく目の色が青いなど異人の外見的特徴を有する。普段は下界から断絶された山谷の奥で、育ててくれた乳母と質素な暮らしをしている。雪国の領民たちのキリスト教の教祖であり、浪人衆の旗頭でもあるが、彼らと対立する城侍からも敬意を払われており、雪国内では全ての者から「静音様」と呼ばれ、大きな影響力を持っている。
キリスト教の他者を許す教えを人々に説き、浪人侍が城侍に対してクーデターを起こした際も、双方の間を取り持ち、騒乱が起こらぬように双方の緩やかな和合を目指すなど当初は人格者のように思われた。
しかしその真の目的は全ての者たちの信頼を得ることで人々を戦に扇動し、黒い目の「劣等人種」たちを殺し合わせて楽しむことにあり、やがて本性を露わにして扇動を開始する。
受けた傷が全て一夜にして跡形もなく消えてしまうという奇跡を見せたが、それも実は双子によるトリックだった。双子の兄弟の名は忠音。兄弟揃ってサディスティックな性格で罠に掛けて捕らえたあずみを「調教」と称して様々な拷問にかけて家畜化しようとした。
その後がっちにより救出されたあずみによりまず忠音が殺されたが、静音は彼の前に現れたあずみを味方に引き入れようとし、なぜあずみが女なのにそんなに強いのか、なぜ自分にこれほどの扇動能力があるのか、それは青い神秘の目を持つ選ばれた人種だからだとし、選ばれた人種同士で手を携え、黒い目の「劣等人種」どもを一緒に支配することを誘う。青い目を理由に迫害されて育った静音は、あずみも同じ境遇だと思っていたが、あずみは「俺は迫害など受けず優しい仲間たちと一緒に育った」と言って彼を斬った。
がっち
雪国に住む子供。たえの兄。真弓俊次郎と小西静音を深く尊敬している。父親が足を骨折して働けないため、米泥棒をして妹を養っていたが、屋敷に盗みに入ったところをあずみに見つかってしまう。その際に、盗みを見逃してもらったことがきっかけであずみと仲良くなる。雪国で反乱が起き、家に藩主の嫡男である松千代を匿うことになるが、羅刹鴉に見つかり父親、松千代、家臣らも殺されてしまう。仇討ちのためにあずみを探していたところ、偶然にも小西静音の正体を知ることになり、捕らわれの身となっていたあずみを助けることになる。あずみの口添えで妹のたえと共に西願寺の和尚に引き取られる。この先も雪国で生きていくため、真実を胸に隠していくことを誓い、雪国を去るあずみを見送った。
寺沢 玄斎（てらさわ げんさい）
浪人衆の武将格8人の中でもリーダー格である中年武士。戦の経験が豊富で戦場の興奮と快感に酔いしれており、その快感を再び味わうため戦を起こそうと雪国へやってきた。羅刹鴉たちとは旧知の仲で彼らを雪国に呼び寄せた。計画通り城侍と浪人集団・鈴音信徒の内戦を起こすことに成功してその快感に酔いしれ、さらに雪国へやって来る天海を国境の大砲で狙い撃とうと準備をしていたが、斬り込んできたあずみにより大勢の手下たちもろとも斬り倒された。
佐川 惣三郎、藤堂 四郎（さがわ そうざぶろう、とうどう しろう）
浪人衆の武将格である8人のうちの2人。いずれも腕利きの剣客であり、一緒にいることが多い。藤堂の方は美男である。戦の前の景気付けにあずみを輪姦するという羅刹鴉の提案で幹右衛門や栗助とともに俊次郎と温泉にいたあずみのもとに捕えに現れた。右衛門があずみの両腕を掴むことに成功し、止めようとする俊次郎を藤堂が腹パンで沈めたが、右衛門を倒して小刀を奪ったあずみによってまず佐川が斬られて手首ごと大刀を奪われ、次いで藤堂もその刀でもって眼から頭を貫かれて死亡した。
幹 右衛門と栗助（みき うえもん、くりすけ）
浪人衆の武将格である8人のうちの2人。右衛門は怪力の大男の武士。栗助は小人症の忍者で右衛門の肩の上に乗っていることが多い。戦の前の景気付けにあずみを輪姦するという羅刹鴉の提案で佐川や藤堂とともに俊次郎と温泉にいたあずみを捕えに現れた。右衛門はあずみの両腕を掴むことに成功したものの、彼女の脚を抑えなかったために開脚顔面キックを食らってその痛みで手を離してしまったところを小刀を奪われて首を刺されて倒れた。栗助は天井に張り付いて後ろから彼女を斬りつけようとしたが躱されて一時的に蘇生した右衛門とまとめて突き刺されて死亡した。
羅刹鴉（らせつがらす）
黒装束に身を染めた殺人武装傭兵集団。個々に決められた名前は無く、全員を総じて「羅刹鴉」と名乗る7人組。全員が仮面を被っている。それぞれが個性的な殺人武器（巨大なハンドグレネード・ボウガンetc…）を持つ。残虐無比であり、戦闘員・非戦闘員、老若男女問わず誰であろうが容赦なく殺し尽くすことと、戦いに身を染めることのみに生き甲斐を求めている。殺戮を楽しむために旧知の玄斎に招かれて雪国へやって来た。登場早々国境警備に当たっていた大勢の武士たちを皆殺しにし、その後雪国内で殺戮の限りを尽くし、がっちの父親らも虐殺した。がっちから仇討ちを頼まれたあずみが彼らと対決した。殺した人間の数が多すぎて誰ががっちの父親かなど覚えておらず、戦闘中もがっちたちを狙うなど卑劣さを見せた。あずみの怒りに触れ、最期は全員彼女に斬られた。斬られた両腕が皮だけで胴体と繋がった状態であずみの脚に寄りかかる形となったリーダー格は、あずみに見下されてお前たちの殺戮もこれで終わりだと告げられたが、自分たちより大勢の人間を殺してきたあずみは自分たちと同類だと語り、彼女の脚を舐めはじめたが、首を刺されて止めをさされた。
なか
小西静音と小西忠音の乳母に当たる人物。静音・忠音の話から推測すると奴隷のような扱いであったと思われる。静音・忠音が自分の代わりにあずみを奴隷にすると知ると、不必要な自分は殺されると覚り、あずみを溺死させようとするが、静音・忠音に見つかり、許しを請うが銃で撃たれ死亡。

### 独眼竜謀略篇
伊達政宗（だて まさむね）
有名な戦国武将だった仙台藩主。またの名を「独眼竜」。徳川の世で生きる糧を無くして不平不満を持つ忍びの頭たちを集め、江戸城に侵入し、将軍・秀忠ほか、幕府の中枢人物を討ち取り徳川幕府を大混乱に陥れた上で挙兵し伊達家が天下を取る陰謀を企てている。情報を掴んだ天海があずみを政宗を討つ刺客として送り込む。あずみの活躍で忍びの頭たちを全て討たれて謀略が破れた後、宮本武蔵の護衛で仙台へ逃げ戻ろうとしたが、武蔵に詫びて彼を振り切ってあずみと会うことにした。あずみと会話した後、自害を決意し、あずみに介錯を頼んで果てた。政宗に心を動かされたあずみが天海に懇願したことにより事件を起こして死んだのは政宗を騙る偽物とされ、影武者の政宗による仙台藩の存続が認められた。
宮本武蔵（みやもと むさし）
作州宮本村生まれ。実在した高名な剣士。武者修行中にたまたまあずみの剣技を目撃して驚き、あずみとの手合わせを希望してあずみを追い回すようになるが、あずみの方は武蔵に関心がなく、最初に言葉を交わした時には名前さえ覚えていなかった。それを見た武蔵はあれだけの剣の腕に達するには大変な剣の修行を積んだはずなのに自分にさして関心もないのかと驚愕していた。
徳川に召し抱えられた小野忠明や柳生宗矩に対抗意識を燃やしており、名だたる伊達政宗への仕官ならそれに見劣りすることはないと伊達家への仕官を希望している。政宗が仙台まで戻る護衛を引き受けたが、政宗が武蔵を撒いてあずみと会い、彼女の介錯で果てることを選んだため、伊達家への仕官が叶わなくなった。
政宗の死後、あずみに決闘を申し込み、あずみから承知された。作中で無類の強さを誇るあずみですら互いに剣を抜いて対峙するときにこんなに威圧感の覚える相手は初めてで、まともに戦っては勝ち目はないと戦慄させたほどの猛者。
決闘ではあずみは武蔵の攻撃を躱して左手を貫き、さらに彼の大きな身体を飛び越えて左肩を斬ったのに対し、武蔵は彼女の腰に刀をぶつけたが手裏剣のために斬れなかった。その衝撃であずみが着地に失敗して転び、起き上がってフラつきながら下がっていたところを武蔵はすかさず追いかけて斬りかかろうとしたが、兵介が「もう勝負はついた」と言って割って入ったため、勝負が中断された。あずみは兵介に連れられて去っていった。結果的にはあずみは無傷（あずみ本人はあのまま勝負が続いていれば自分は武蔵に斬られていただろうと独白している）で武蔵は左手と左肩を斬られていたが、武蔵は止めが入らなければあそこで斬れていたはずだから俺の勝ちのはずだ、いや違うのかといった苦悶を延々と繰り返し、自分は勝ったのか負けたのかどっちなんだと叫んでいた。いずれにしても、あずみと戦って生き残った数少ない登場人物となった。
安部 蔵人（あべ くらんど）
伊達政宗の家臣。忍び・黒脛巾組を束ねる凄腕の忍者。頬に大きな傷跡を持つのが特徴。伊達政宗の護衛として登場する。数十名の手練れ家臣より、安部蔵人の方が、よほど頼りになると信じ、政宗が同行させた。忍びにとっては憧れの、音に聞こえた豪の人物。凄まじい剣の腕と、油断ならぬ鋭い洞察力を持つ。得意技は、相手の投げた手裏剣を素手で掴み、そのまま相手に投げ返すという荒業。飛猿にも重傷を負わせたが、あずみには敵わず彼女に斬られて死亡した。
上山 八郎（うえやま はちろう）
政宗の謀反の密会に参じた忍びの頭領の一人。猪の兄。崩れてくる木材の下敷きになるところだった親子を助けるなど、誠実で心優しい人物。立ち寄った宿で知り合った子供とだるま落としで遊んでいた時に宿に訪ねて来たあずみに挑まれた。弟の猪と共に挑むが、猪が雨でぬかるんだ土に足を取られてしまい、得意の連携攻撃を失敗。猪の左足に鎌が刺さってしまう。気を取られたところをあずみに斬られた。故郷の忍たちのことを想いながら死亡。子供たちと遊ぶ彼の姿を見ていたあずみは心優しい人間を斬らねばならないことに葛藤に苦しんだ。
猪（いの）
上山八郎の弟。頭は弱いが、腕は兄よりも上であるとの噂。「邪気の無い愛すべき人間」と兵介が語っている。政宗らとの密会のため、村に置いてけぼりにされてしまうが、兄と離れるのには耐えられず、勝手に付いて来てしまった。駄々をこねて上山に同行を認められる。宿に訪ねて来たあずみに上山と共に挑むが、雨でぬかるんだ土に足を取られ、得意の連携攻撃を失敗し敗れる。遺体はあずみに抱えられ上山に寄り添うように置かれた。
向坂 郡司（こうさか ぐんじ）
伊達政宗の謀反の密会に参じた忍びの頭領の一人。髭を生やした中年の男。弟子思いの心優しい人物。密会の地へは弟子の茂一、小蝶、登太、彦三を連れて現れる。修行に励む弟子たちを食わせる米にも事欠く状態になっており、弟子たちが活躍できる世にするため政宗の計画に参加した。弟子たちがあずみと親しくなったことで、あずみたちの滞在先の宿を突き止めた。兵介を守りながら逃げるあずみを弟子たちとともに追跡したが、手裏剣などを全部防がれて逃げられた。茂一の意気込みに後押しされ、宿に戻ってきたあずみに弟子たちとともに再び挑むが、弟子たちの前で首を斬られて死亡。弟子たちと親しくなっていたあずみは彼を斬ることに強く葛藤していた。
彦三（ひこざ）
向坂郡司の弟子。師匠である向坂郡司や他の3人の弟子と同時がかりであずみと戦ったが、弟子たちはあしらわれ、向坂は斬られてしまう。茂一の死に目にもう遠慮する必要はないと言われていたことから胡蝶に想いを寄せていたようである。
茂一（もいち）
向坂郡司の弟子。負けん気が強い性格。胡蝶に想いを寄せていたようである。向坂があずみに討たれた後、元家老片桐忠勝の説得であずみに復讐することを諦めた弟子4人はあずみと話をすることになったが、その時に師匠の仇をとろうとあずみに背後から斬りかかった。あずみは反射的に彼の腹を斬ってしまい、他の仲間3人に看取られながら死亡した。あずみは斬りたくなかった相手を斬ってしまい、茫然自失として海岸を彷徨い、兵介に抱きとめられてもう使命を止めようと勧められる。
小蝶（こちょう）
向坂郡司の弟子。登太の姉。年齢はあずみと同じくらいと思われる。冷静で判断能力に優れる。
登太とともにかがりを追跡した際の戦闘で彼が大して強くないことを悟り、後にかがりを発見したときには登太と2人だけで彼と戦って斬り捨てた。
登太（とうた）
向坂郡司の弟子。小蝶の弟。姉思いな明朗快活な少年。
胡蝶とともにかがりを追跡した際の戦闘で彼が大して強くないことを悟り、後にかがりを発見したときには胡蝶と2人だけで彼と戦って斬り捨てた。

### 地獄の領地編
お鏡（おきょう）
「庭内」を取り仕切る女親分。千代蔵の姉で千代蔵の武力によって「庭内」を支配している。加納と肉体関係を持つ。最期は加納があずみに斬られたことに怒り、あずみを弓で射殺そうとしたところを彦四郎に斬られて死亡した。あずみは彼女に代わって千代蔵を引き取ることになった。
加納（かのう）
柳生宗矩の高弟で「庭内」がある領地の重臣。冷徹非道な性格で頭が切れる美男。剣の腕も高いが、剣士の誇りなどにこだわりは一切なく、目的のためには手段は選ばない。宗矩から全幅の信頼を得ており、将軍秀忠の意を受けた宗矩が梵天丸を城主にするための陰謀と天海抹殺のための柳生軍団を編成した際にはその総指揮を任された。お鏡とは肉体関係を持っているが、千代蔵とは相性が悪い。しかしお鏡を通じてしばしば千代蔵に任務を与える。
城主を捕らえて梵天丸を城主にすり替える計画に一時的に成功したが、あずみに梵天丸を人質に取られる。彦四郎を人質にとってあずみに梵天丸との人質交換を持ちかけ、あずみがそれに応じてやって来たところを柳生軍団、庭内のゴロツキ、その他金で雇った者たちに総がかりで彼女に斬りかからせた。しかし軍団を全滅させられ、彼自身も最期は彼女に斬られて死亡した。
卑劣漢系の柳生剣士にしては珍しく非常に強い人物で、あずみや彦四郎に扇動されて金を盗もうとしたゴロツキたちを簡単に全滅させたり、彦四郎を倒したり、最強のあずみを相手にしても随分粘って戦っていた。
黄泉路（よみじ）
柳生の剣士で加納の部下。大仏のお面を頭につけ、「成佛」と書かれた白い着流しを着ている不気味な男。剣の腕は高く、老若男女問わず躊躇いなく人を殺せる。相手を斬り殺すときに「成仏」という言葉を好んで使う。加納の命を受けて梵天丸の城主就任に抵抗する藩士の一家皆殺しなどの暗殺を行った。柳生宗矩率いる柳生剣客団と天海率いる僧兵団の戦いの最中、虎之助を斬り倒したが、駆けつけてきたあずみには一瞬にして首を斬られて死亡した。
峰石（みねいし）
柳生の剣士で加納の部下。剣の鍛錬を欠かさず、子供たちからは「やっとうのおっちゃん」と呼ばれている。加納からあずみ抹殺の命を受け、正々堂々の果たし合いで彼女を倒そうとしたが、加納が彼に無断でその場に鉄砲兵を配置しており、それに気づいたあずみに卑劣漢と勘違いされた。怒った峰石は鉄砲兵を斬り捨て自分の指示ではないとあずみに弁明したが、信じてもらえず、戦えば証明できると彼女に斬りかかったが、腹を斬られて敗れた。しかしその剣速から鍛錬を積んでいると理解したあずみは彼を疑ったことを詫びてから止めを刺した。
辻堂（つじどう）家の父親
柳生に金で雇われた剣客一家辻堂家の父親。2人の息子と行動している。ハンセン病を患っているらしく顔が半分焼けただれたようになっている。思考能力もあまりなく、次男に言われるがままに行動している。常時身体を折り曲げる奇妙な体勢を取り、寝っ転がるように素早く斬りつける剣技を持つ。剣の腕は高く、飛んでいるハエを斬り落としたり、喧嘩になった相手を多数斬り捨てたりしている。一家は彼の病気を治す薬を買うためにあずみ抹殺を柳生から請け負った。あずみとの最初の立ち会いで長男を斬られ、さらに柳生軍団があずみに総がかりで挑んだ乱戦時に次男も斬られ、泣きながらあずみに仇討ちを挑んだが、あずみは加納に斬られた彦四郎のもとに駆けつけることに頭がいっぱいだったので彼の身の上を構っている暇はなく、一瞬で彼女に斬り捨てられてしまった。
辻堂家の長男
辻堂家の長男。吃音症のようであり、言葉が常に吃る。頭に血が登ると訳がわからなくなる性格で板倉に掴みかかった時、「無礼者」と腕を払われたのに怒っていきなり板倉の首を斬り落とそうとした（弟が刀で止めた）。辻堂一家とあずみが最初の立ち会いをした時に彼が虎之助を斬ろうとしたため、あずみが跳んで彼の両腕を斬り、後ろに着地した彼女に首を斬られて止めを刺された。辻堂一家が動揺している間にあずみは彦四郎と虎之助を連れてその場を逃れたが、これによりあずみは辻堂一家にとって仇になった。
辻堂家の次男
辻堂家の次男。理知的な性格ではないが、一家でまともに他者と意思疎通できるのは彼だけなので一家の方針は彼が決めているようである。父の病気を治す薬を買う金を得るために柳生からあずみ抹殺を請け負った。柳生軍団が一斉にあずみに斬り掛かった際、彼と父もあずみを狙って参加したが、その乱戦中しばらくコマが彼の視点になる描写が入った。向かってくる男たちを手当たり次第に斬り捨てるあずみに近づいていき、斬りかかろうとするも躱された後、彼女が自分に向かって素早く剣を一振りする光景が映り、その後落ちる首の視点になって自分に駆け寄る父親の姿が見えたが、次の瞬間には真っ暗になって人生を終える描写である。この編の後も乱戦中にあずみに首を落とされて死ぬ男の視点になる描写が入ることがあるが、彼はその描写をされた最初の人物だった。乱戦の中で斬られたため、あずみは彼を斬ったことを覚えておらず、父親が息子たちの仇と言ってるのを聞いて弟の方も自分が斬ったのかと気づいた。

### 西国編
武宗（たけむね）
国千代を誘拐した西国の大名。武信と鈴の父。改易を目論む将軍秀忠の陰謀を知った時、彼は嘆いているばかりだったが、息子の武信が国千代を誘拐することを提案して幕府と対峙する。人柄はいいが、大名としては凡庸で領内のことは息子の武信がほぼ仕切っており、家臣の人望も武信に集まっている。事件後の天海との交渉で首謀者の切腹で事を収めるとされ、武信を守るために代わりに切腹した。武信は父の決意に気が付かなかったことを悔い、あずみが気落ちする武信を励ました。
鈴（すず）
武宗の娘で武信の妹。兄に信頼を寄せている。美少女であるため、人質の国千代に目をつけられ、この領地の運命は自分にかかっているとして嫌らしいことを強要されそうになった。事情を察して妹を案じた武信は「国千代様は人質だ、意に沿わない要求をされたら張り倒してやれ」と彼女に伝えた。後にあずみと親しくなり、あずみに兄の妻（義理の姉）になって欲しがっていた。
木下 馬琴（きのした ばきん）
国千代を誘拐した西国の大名の家臣。家中で一番の剣の使い手で武信に心酔している。年老いた義母とともに暮らしている。武信の命令でしばらくあずみと千代蔵を預かり、曲芸師になりすましていたあずみが只者ではないことを見抜いた。城が京極の一団の襲撃を受けた際にも奮戦したが、丈山の死を聞いて駆けつけに行ったきぬを救出に向かった際の戦闘で刀が折れてしまい、京極の手下たちに斬られて死亡した。
きぬ
丈山の妻。厳格な夫と対照的に気さくな女性。夫妻の間に子はないようだが、子供の面倒見がよく幹太らに好かれる。幹太らと一緒に暮らすあずみとも親しくなった。顔は醜女で初対面の人に驚かれると語っている。城が京極の一団の襲撃を受けた際、夫が死んだことを聞かされ、夫のもとへ駆けつけたところを京極の手下に刺され、夫に覆いかぶさるように死亡。駆けつけたあずみはその光景を見て怒りを抑えられなくなり、京極が滞在している寺に斬り込みをかけて京極を殺すことを決意した。
丈山（じょうざん）
国千代を誘拐した西国の大名の家臣で剣客。きぬの夫。厳格な性格。他の腕自慢の剣客たち（春正、友則、赤木鹿之助）と4人同時にあずみと木刀で立ち会ったときは簡単にあしらわれてしまったが、家中では有数の剣豪であり、城が京極の一団の襲撃を受けた際にも馬琴に並ぶ奮戦があった。最期は京極の部下の強羅に斬られ、あずみがすぐに強羅を斬って駆けつけたが、すでに手遅れで、きぬの名をつぶやきながら死んだ。
陣左（じんざ）
武信の配下の忍者で諜報の一切を任されている。顔は非常に醜男だが、武信への忠誠心は厚い。景井、紫苑を天守閣へ入れまいと戦って死亡した。
小夜（さよ）
陣左の配下のくノ一。飄々とした人物で、親方の陣左とは肉体関係があるが、陣左が死んだと聞いてもさほど関心を示さなかった。国千代とも肉体関係をもっていた。色仕掛けで敵を殺しているシーンがあるが、武術の腕はそれほどでもなく、敵に斬られそうになっていたところをあずみが敵を斬り捨ててくれたおかげで命拾いした。あずみが西国を去るときには私より年下なのにすげえ女がいたと感心していた。
幹太（かんた）
西国の領地で暮らす孤児の少年。武信のおかげでおんたち他の4人の孤児と一緒に施設で暮らしている。武信を尊敬しており、武信の役に立つ男になることを夢見ている。子供の割にかなりのしっかり者であり、武信からも関心されている。あずみは西国にいる間、幹太らのところで生活していたため親しくなった。後に幹太らは人質作戦に利用されないようあずみとともに城に移った。
おん
西国の領地で暮らす孤児の少年。幹太らと一緒に暮らす。知恵遅れなせいで幹太ら以外の他の子供たちからよくいじめられており、親方のぺっ熊からもよく殴られる。ぺっ熊に殴られているところを助けてもらったのをきっかけに千代蔵と仲良くなる。あずみにとっても一緒に暮らした孤児たちの中でも特に思い入れのある子供になった。あずみはおんが他の子供にいじめられているのを目撃した時、あえて助けず、いじめっ子たちが帰っていった後におんを抱きかかえて褒める教育をしていた。
京極 貞麻呂（きょうごく さだまろ）
国千代誘拐事件を巡って朝廷の使者として西国の領地に派遣された公家。正体は金地院崇伝の手先であり、崇伝の政敵の天海とその刺客あずみの妨害・抹殺を図るのが目的。武信の城に潜入させた彼の手下たちがきぬ・丈山夫妻や馬琴らを殺したことであずみの怒りに触れ、使命と無関係な彼女の標的となり、滞在先の寺が彼女や千代蔵の襲撃を受けた。応戦させた手下たちを皆殺しにされたが、彼自身は厠の糞尿の中に飛び込んで身を隠してなんとか生き延び、崇伝のもとへ逃げ帰っていった。
西国編の後も崇伝の手下として度々登場する。彼の崇伝への崇拝ぶりには同性愛感情が絡んでいるらしく、同じく崇伝の手下で崇伝と肉体関係がある風魔の汐路をライバル視し、あずみ抹殺の任務をめぐって風魔勢力と張り合っていた。最期は崇伝の計画に失敗したことで崇伝に見限られた上、あずみに斬られて死亡した。
景井、紫苑、強羅（かげい、しおん、ごうら）
武術の訓練を受けた京極の一団の中でも特に手練の者たちで武信の城の襲撃の際には一団を指揮する立場にあった。景井は平均的な体格だがリーダー格。強羅は大男。紫苑は女で景井や強羅とは肉体関係がある。3人とも鎧の盾を持っており、鉄砲隊の攻撃を防いで斬り込みをかける。城内の戦いで景井、紫苑は陣左を、強羅は丈山を倒したが、いずれも最期はあずみに斬られて死亡した。
徳川 国千代（とくがわ くにちよ）
将軍秀忠の次男。出来の悪い兄竹千代と違って利発であるため、秀忠とお江与から溺愛を受ける。顔も醜男揃いの秀忠の子供（他に登場するのは竹千代、梵天丸）の中で唯一の美少年であり、醜男の秀忠に全く似てない。家康の命令で跡継ぎは竹千代に定められていたが、武芸・学問・乗馬、何をやらせても兄に勝っているため、承服できない思いを抱えている。西国の領地の取り潰しを目論む秀忠の陰謀を阻止するために武信により誘拐される。性格は意地悪で、また女好きであり、美少女の鈴やあずみにちょっかいを出そうとし、小夜とは実際に肉体関係をもった。天海を竹千代派と見て疎んでおり、あずみにも冷淡（あずみの肉体には関心があるが）。京極と接触を図っており、城が京極の一団に襲撃された時も移動を拒否したため、あずみに気絶させられて無理やり天守閣に運ばれた。
服部半蔵正重（はっとり はんぞう まさしげ）
伝説の忍の服部半蔵正成の次男。兄服部半蔵正就の改易後に半蔵の名を継いだが、彼も後に改易されて他家の預かりの身になり、名誉回復のため国千代救出の任務に参加し、西国の領地に潜入した。強さはそれなりという程度だが、当初夜郎自大であずみを見下して上から目線で話していたが、あずみの強さを目撃して驚愕し、以降ばつが悪くなって彼女とまともに話せなくなり、あずみと敵対関係にはならなかったものの、特に親しくもならなかった。
本作品ではうだつの上がらなさやあずみに尻拭いされる情けなさが強調されるだけの存在だったが、続編『AZUMI』では彼の子孫にあたる服部半蔵正綏と服部半蔵正義の父子が桑名藩の実質的支配者、また訓練を受けた刺客集団（服部一族の兵士）の長として登場し、あずみの敵として立ちふさがる。

### 一人旅編
金地院崇伝（こんちいん すうでん）
「黒衣の宰相」と呼ばれる権勢を誇る高僧。天海の政敵。千代蔵が死んだ後、天海のもとを離れて一人旅に出ていたあずみを抹殺するため、京極と風魔の汐路に次々と刺客を送らせる。柳生宗矩と組んで出てくることも多い。
汐路（しおじ）
風魔小太郎の娘で風魔一族の長。甲州道に入ったあずみを抹殺するよう崇伝から命じられ、刺客を送ったり、兵糧攻めにしたり様々な手段であずみの命を狙った。崇伝と肉体関係があり、京極から嫉妬されている。
茜（あかね）
男性の旅芸者に成りすまして一人旅に出たあずみが立ち寄った旅籠の女郎。この旅籠の用心棒を引き受けている一味は風魔だが、過去に押し込み強盗で茜の両親と弟を殺した者たちであり、彼女は苦痛に耐えながら彼らに抱かれていた。あずみがやって来た後は自分を買ってもらうふりをして彼らに買われるのをやり過ごしていた。旅籠で男性奉公人として働くことを希望するあずみのために女将に取りなし、あずみは旅籠で働くようになった。しかし一味は汐路から得た情報であずみが旅籠で働いていることに気づき、茜といくを人質にしてあずみを誘き出そうとし、あずみにそれを知らせるために茜の左手を切り落として届けさせた。2人の救出に駆けつけたあずみは、縛り付けられた茜といくの縄を斬って開放した後、一味を全員斬り捨てた。自分のせいで左手を斬り落とされたことを謝罪するあずみに対して茜は親の仇を討ってくれたことを感謝した。
いく
茜がいる旅籠に新たに売られた女郎。両親と弟の留次と妹の末の生活のために女郎となった。旅籠にいる間あずみは彼女には喋れない旅芸者で通して女性であることを打ち明けなかったが、留次と末から贈られたお守りを拾ってあげたり、乱暴な大男の客から助けたり、独楽回しを見せたりして親しくなった。後に茜とともに風魔一味にあずみを誘き出すための人質にされた。一味の親分が茜の手を斬り落とそうとした時には憤って殴られる。あずみが一味を全員切り捨てて救出された後、これ以上2人を巻き込まないよう立ち去ることを決めたあずみとの別れを惜しみ、いつでも戻ってきてと伝えた。あずみも茜やいくともっといっぱい話をしたかったと別れを惜しんだ。

## 書誌情報
- 『あずみ』〈ビッグコミックス〉全48巻

1. 「無垢なる少女」1995年1月30日発売、ISBN 4-09-183541-4
2. 「怒りと悲しみ」1995年5月30日発売、ISBN 4-09-183542-2
3. 「佐敷三兄弟」1995年10月30日発売、ISBN 4-09-183543-0
4. 「秀頼狂乱」1996年3月30日発売、ISBN 4-09-183544-9
5. 「脱出」1996年9月30日発売、ISBN 4-09-183545-7
6. 「爺と美女丸」1996年11月30日発売、ISBN 4-09-183546-5
7. 「草笛とマント」1997年4月30日発売、ISBN 4-09-183547-3
8. 「ひとり」1997年7月30日発売、ISBN 4-09-183548-1
9. 「家康の最期」1997年11月29日発売、ISBN 4-09-183549-X
10. 「刺客の群れ」1998年1月30日発売、ISBN 4-09-183550-3
11. 「爆矢襲来」1998年5月30日発売、ISBN 4-09-185051-0
12. 「剣を持て！！」1998年8月29日発売、ISBN 4-09-185052-9
13. 「左近の執着」1998年12月19日発売、ISBN 4-09-185053-7
14. 「きくの選択」1999年4月27日発売、ISBN 4-09-185054-5
15. 「きく無残」1999年8月30日発売、ISBN 4-09-185055-3
16. 「やえと左近」1999年12月18日発売、ISBN 4-09-185056-1
17. 「水中の死闘」2000年3月30日発売、ISBN 4-09-185057-X
18. 「剣ゆえに」2000年5月30日発売、ISBN 4-09-185058-8
19. 「野心と恋と」2000年7月29日発売、ISBN 4-09-185059-6
20. 「血化粧」2000年12月25日発売、ISBN 4-09-185060-X
21. 「羅刹襲来」2001年2月28日発売、ISBN 4-09-186121-0
22. 「果たし状」2001年5月30日発売、ISBN 4-09-186122-9
23. 「雪と別れ」2001年9月29日発売、ISBN 4-09-186123-7
24. 「葛藤」2001年12月25日発売、ISBN 4-09-186124-5
25. 「独眼流の逆襲」2002年4月26日発売、ISBN 4-09-186125-3
26. 「決意の刃」2002年7月30日発売、ISBN 4-09-186126-1
27. 「叫ぶ心」2002年10月30日発売、ISBN 4-09-186127-X
28. 「地獄の領地」2003年3月29日発売、ISBN 4-09-186128-8
29. 「血痕」2003年5月30日発売、ISBN 4-09-186129-6
30. 「乱撃」2003年9月30日発売、ISBN 4-09-186130-X
31. 「柳生進軍」2003年11月29日発売、ISBN 4-09-187191-7
32. 「雌雄一決」2004年4月30日発売、ISBN 4-09-187192-5
33. 「凶刃」2004年8月30日発売、ISBN 4-09-187193-3
34. 「争乱の火種」2005年2月28日発売、ISBN 4-09-187194-1
35. 「別離」2005年3月30日発売、ISBN 4-09-187195-X
36. 「第三の敵」2005年8月30日発売、ISBN 4-09-187196-8
37. 「朝廷の使者」2005年10月28日発売、ISBN 4-09-187197-6
38. 「死守」2006年3月30日発売、ISBN 4-09-180217-6
39. 「切望」2006年7月28日発売、ISBN 4-09-180577-9
40. 「永別」2006年12月26日発売、ISBN 4-09-180897-2
41. 「涙雨」2007年4月27日発売、ISBN 978-4-09-181200-1
42. 「再起」2007年7月30日発売、ISBN 978-4-09-181378-7
43. 「狙撃」2007年11月30日発売、ISBN 978-4-09-181538-5
44. 「懺悔」2008年2月29日発売、ISBN 978-4-09-181748-8
45. 「救出」2008年4月26日発売、ISBN 978-4-09-181865-2
46. 「月夜」2008年8月29日発売、ISBN 978-4-09-182137-9
47. 「哀切」2008年11月28日発売、ISBN 978-4-09-182288-8
48. 「道程」2009年2月27日発売、ISBN 978-4-09-182373-1

- 『あずみ』〈小学館文庫〉全24巻

1. 2012年1月14日発売、ISBN 978-4-09-196211-9
2. 2012年1月14日発売、ISBN 978-4-09-196212-6
3. 2012年2月15日発売、ISBN 978-4-09-196213-3
4. 2012年2月15日発売、ISBN 978-4-09-196214-0
5. 2012年3月15日発売、ISBN 978-4-09-196215-7
6. 2012年3月15日発売、ISBN 978-4-09-196216-4
7. 2012年4月14日発売、ISBN 978-4-09-196217-1
8. 2012年4月14日発売、ISBN 978-4-09-196218-8
9. 2012年5月15日発売、ISBN 978-4-09-196219-5
10. 2012年5月15日発売、ISBN 978-4-09-196220-1
11. 2012年6月15日発売、ISBN 978-4-09-196221-8
12. 2012年6月15日発売、ISBN 978-4-09-196222-5
13. 2012年7月14日発売、ISBN 978-4-09-196223-2
14. 2012年7月14日発売、ISBN 978-4-09-196224-9
15. 2012年8月10日発売、ISBN 978-4-09-196225-6
16. 2012年8月10日発売、ISBN 978-4-09-196226-3
17. 2012年9月15日発売、ISBN 978-4-09-196227-0
18. 2012年9月15日発売、ISBN 978-4-09-196228-7
19. 2012年10月13日発売、ISBN 978-4-09-196229-4
20. 2012年10月13日発売、ISBN 978-4-09-196230-0
21. 2012年11月15日発売、ISBN 978-4-09-196231-7
22. 2012年11月15日発売、ISBN 978-4-09-196232-4
23. 2012年12月15日発売、ISBN 978-4-09-196233-1
24. 2012年12月15日発売、ISBN 978-4-09-196234-8

## 他メディア

### 映画
- あずみ （2003年）
- あずみ2 Death or Love （2005年）

### 舞台

#### あずみ 〜AZUMI ON STAGE〜
- 公演日：2005年4月3日 - 26日
- 会場：明治座
- 構成・演出：岡村俊一
- 出演：黒木メイサ（あずみ）、生田斗真（うきは・なち〔二役〕）、長谷川純（豊臣秀頼）、山崎銀之丞（飛猿）、山本亨（小幡月斎）、涼風真世（最上美女丸・淀の方）、清家利一（佐敷三兄弟（長男）佐敷いちろう）、的場浩司（井上勘兵衛） 他
- 制作：アール・ユー・ピー
- 協力：ゆうプロダクション、小学館

#### あずみ 〜AZUMI RETURNS〜
- 公演日：2006年4月1日 - 16日、4月29日 - 5月4日
- 会場：明治座、梅田芸術劇場メインホール
- 構成・演出：岡村俊一
- 出演：黒木メイサ（あずみ）、生田斗真（うきは・なち〔二役〕）、長谷川純（豊臣秀頼）、山崎銀之丞（飛猿）、山本亨（小幡月斎）、涼風真世（最上美女丸・淀の方〔二役〕）、清家利一（佐敷三兄弟（長男）佐敷いちろう）、赤坂晃（井上勘兵衛） 他
- 制作：アール・ユー・ピー
- 協力：ゆうプロダクション、小学館

#### AZUMI 戦国編
- 公演日：2016年11月11日 - 27日
- 会場：Zeppブルーシアター六本木
- 出演：川栄李奈（あずみ）[9]、鈴木拡樹（うきは）、早乙女友貴（美女丸）、星田英利（猿飛）[10]、小園凌央（豊臣秀頼）[11]

#### あずみ〜戦国編〜
- 公演日：2020年3月20日 - 29日
- 会場：東京・Bunkamuraシアターコクーン
- 出演：今泉佑唯（あずみ）[12]、瀬戸利樹（うきは）[13]、味方良介・高橋龍輝（飛猿/ダブルキャスト）、神永圭佑（豊臣秀頼）、小松準弥（最上美女丸）
  - 当初3月14日が初日の予定だったが、新型コロナウイルス感染症の感染拡大の状況を鑑み、初日を3月20日に延期し、3月14日 - 19日の公演を中止[14]。 4月4日 - 5日に「COOL JAPAN PARK OSAKA WW ホール」で予定されていた大阪公演は中止となった[15]。

### ゲーム
- あずみ（ESP、PlayStation 2用ソフト）
- Mobage あずみ（ファンクリック、Mobage用ソーシャルゲーム）
- 戦国大戦（SEGA、アーケードゲーム）にカードとして登場（声 - 三澤紗千香）

### パチンコ
- CRあずみ（2005年：サミー）